# Barză albă
Barza albă sau cocostârcul alb (Ciconia ciconia) este o pasăre mare din familia Ciconiidae. Penajul⁠(d) său este în principal alb, cu aripile parțial negre. Adulții au picioare portocalii lungi și ciocuri roșii lungi, și măsoară în medie 100–115 cm de la vârful ciocului până la capătul cozii, cu o anvergură a aripilor de 155–215 cm. Cele două subspecii, care diferă ușor în mărime, se reproduc în Europa (în nord până în Finlanda), în Africa de nord-vest, Asia de sud-vest (estul și sudul Kazahstanului) și în sudul Africii.  Barza albă este o pasăre migratoare pe distanțe mari: iernează în Africa, din Africa sub-sahariană tropicală până în Africa de Sud sau pe subcontinentul indian. Atunci când migrează între Europa și Africa, evită să traverseze Marea Mediterană și ocolește prin Levant în est sau pe la strâmtoarea Gibraltar în vest, deoarece curenții ascendenți⁠(d) de care depind pentru a se ridica în zbor nu se formează deasupra apei. 
Carnivoră, barza albă mănâncă o gamă largă de  animale, de la insecte, pești, amfibieni, reptile, mamifere mici și păsări mici. Își ia cea mai mare parte a hranei de la sol, din vegetația joasă și din apa puțin adâncă. Este monogamă, dar nu se împerechează pe viață⁠(d). Ambii membri ai perechii construiesc un cuib mare, care poate fi folosit mai mulți ani.  În fiecare an, femelele pot pune de obicei patru ouă, care eclozează asincron la 33-34 de zile după ouat. Ambii părinți clocesc ouăle pe rând și îi hrănesc pe pui. Puii părăsesc cuibul la 58-64 zile după eclozare și continuă să fie hrăniți de părinți încă 7-20 de zile. 
Barza albă a fost evaluată ca fiind în grupa de îngrijorare minimă de către Uniunea Internațională pentru Conservarea Naturii (IUCN). Ea a beneficiat de activitățile umane din timpul Evului Mediu, deoarece pădurile erau defrișate, însă schimbările în metodele agricole și industrializarea au adus declinul și dispariția sa din unele părți ale Europei în secolul al XIX-lea și începutul secolului al XX-lea. Programele de conservare și reintroducere⁠(d) în întreaga Europă au dus la reluarea reproducerii berzei albe în Țările de Jos, Belgia, Elveția și Suedia. Are puțini prădători naturali, dar poate avea mai multe tipuri de paraziți; în penajul său își găsesc locul păduchi malofagi⁠(d) și acarieni de pene⁠(d), în timp ce cuiburile mari ajung să fie populate de o gamă variată de acarieni mesostigmați⁠(d). Această specie are vizibilitate mare și a dat naștere la multe legende în întregul său areal, dintre care cea mai cunoscută este legenda conform căreia bebelușii sunt aduși de berze.

## Taxonomie și evoluție
Naturalistul englez Francis Willughby⁠(d) a scris despre barza albă în secolul al XVII-lea, după ce a văzut un desen trimis de prietenul său pasionat de istoria naturală Sir Thomas Brown din Norwich.  El a numit-o Ciconia alba. Ei au remarcat că ele ajung ocazional în Anglia, aduse acolo de furtuni. A fost una dintre multele specii de păsări descrise inițial⁠(d) de către Linnaeus în 1758 în ediția a zecea⁠(d) din Systema naturae, unde i s-a dat numele binomial Ardea ciconia.  A fost reclasificată în a noul gen Ciconia⁠(d) (și a fost desemnată specie tip) de către zoologul francez Mathurin Jacques Brisson⁠(d) în 1760. Atât genul și epitetul specific, cǐcònia, sunt cuvântul latinesc pentru „barză” înregistrat pentru prima oară în lucrările lui Horațiu și Ovidiu.  Cuvântul latin supraviețuiește în majoritatea limbilor romanice (cicogna, cigüeña, cegonha și altele asemenea). Cuvântul românesc este unul de origine etimologică incertă, fiind asemănător cu termenul albanez, bardhë, „alb”. Deși nu există dovezi etimologice clare, Bogdan Petriceicu Hasdeu considera că el aparține unui fond autohton de cuvinte al limbii române, presupuse a fi moștenite din limba dacilor.
Există două subspecii : 

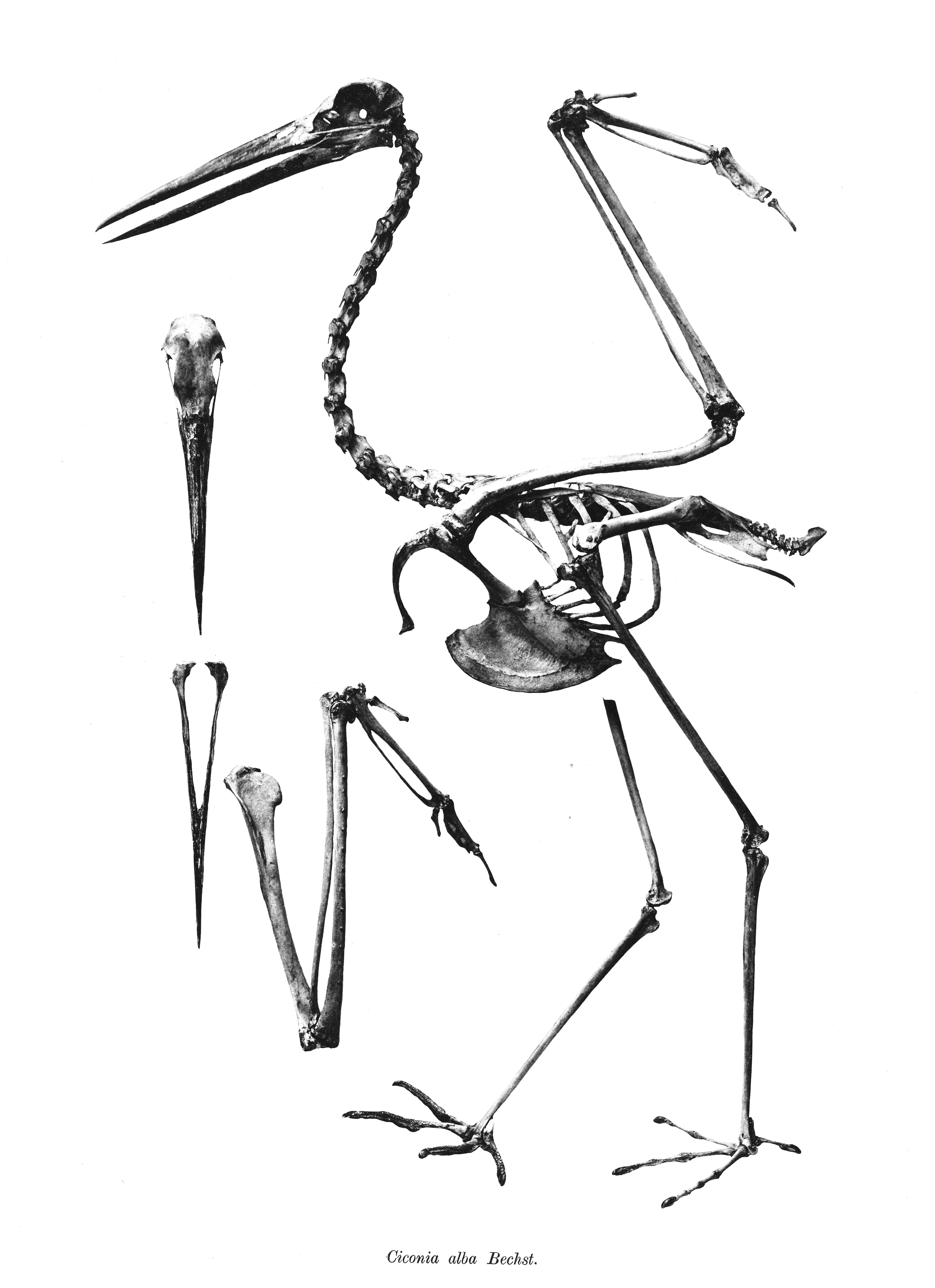
Schelet

- C. c. ciconia, subspecia nominală descrisă de Linnaeus în 1758, se reproduce din Europa în Africa de Nord-Vest și Asia de Vest, și în sudul Africii, și iernează în principal în Africa la sud de deșertul Sahara,[10] deși unele păsări iernează și în India.[11]
- C. c. asiatica, descrisă de naturalistul rus Nikolai Severțov în 1873, se înmulțește în Turkestan și iernează din Iran până în India. Este puțin mai mare decât subspecia nominală.[10][12]

Familia ciconiidelor (Ciconiidae) din care face parte barză albă conține 20 de specii și 6 genuri grupate în 3 grupe mari: prima grupă include genurile Mycteria (tantalii) și Anastomus (berzele cu cioc deschis), a doua grupă ("berzele uriașe") genurile Ephippiorhynchus (jabiruurile din Lumea Veche), Jabiru (jabiru american) și Leptoptilos (marabuurile), iar a treia grupă include genul Ciconia (berzele propriu-zise). Genul Ciconia (berzele propriu-zise) include 8 specii: barză albă și alte șapte specii actuale, caracterizate prin ciocul cu vârful drept și penajul predominant negru și alb. Cele mai apropiate rude ale berzei albe sunt barza orientală (Ciconia boyciana) din Asia de Est care este mai mare și are ciocul negru și care a fost considerată mai înainte ca o subspecie a berzei albe și barză maguari (Ciconia maguari) din America de Sud. Relațiile evoluționare apropiate în cadrul genului Ciconia sunt sugerate de asemănările comportamentale și biochimice - analiza atât a secvențelor genelor mitocondriale ale citocromului b cât și a hibridizării ADN-ADN.
O fosilă Ciconia reprezentând capătul distal⁠(d) al unui humerus drept a fost recuperată din straturile miocene din Insula Rusinga⁠(d), Lacul Victoria, Kenya. Fosila veche de 24-26 de milioane de ani ar fi putut proveni fie de la o barză albă, fie de la o barză neagră (C. nigra), care sunt specii de aproximativ aceeași dimensiune cu structuri osoase foarte asemănătoare. Straturile din miocenul mijlociu⁠(d) de pe insula Maboko⁠(d) au produs și alte rămășițe de berze.

## Descriere

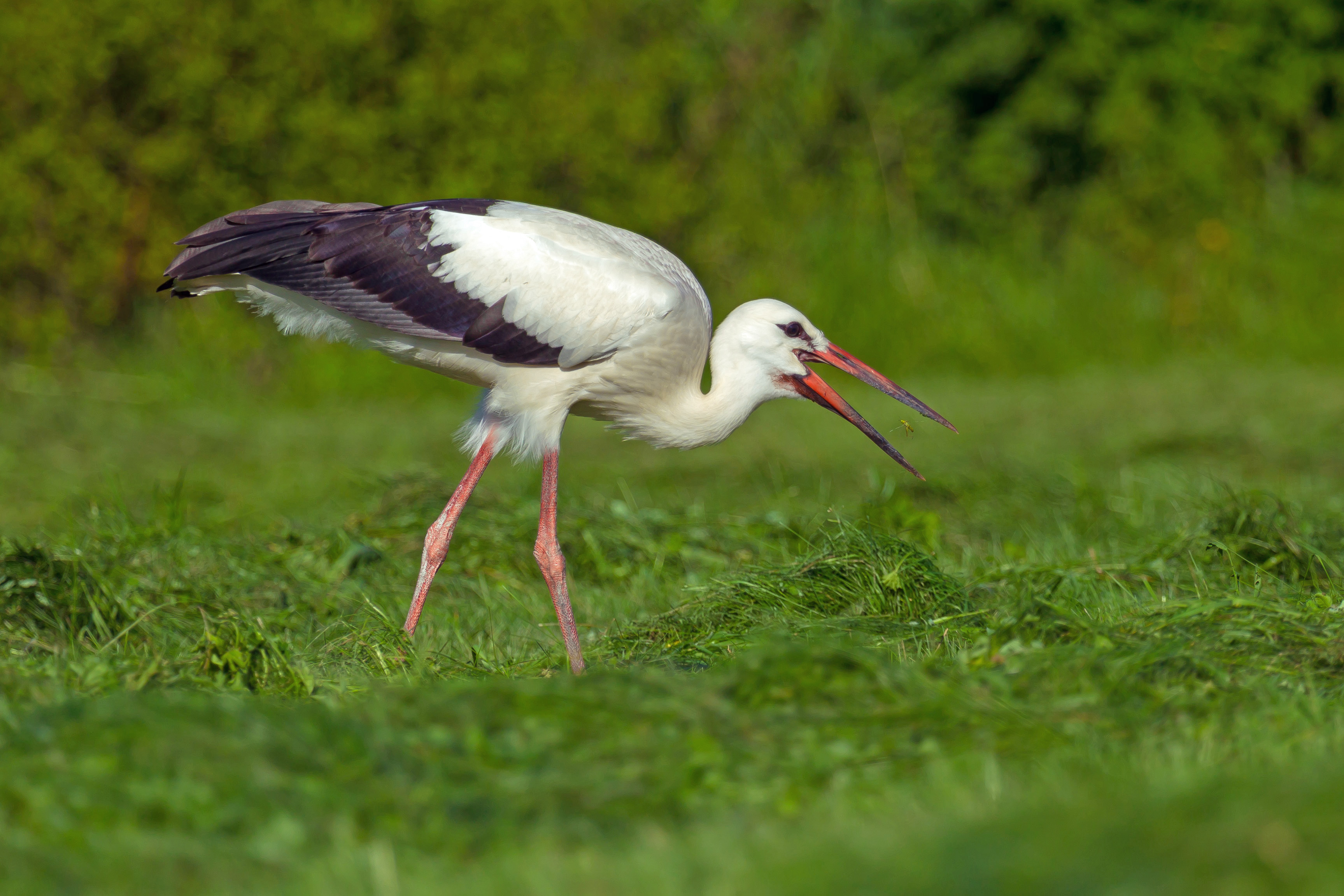
Un pui hrănindu-se cu o insectă

Barza albă este o pasăre mare. Are o lungime de 100–115 cm, și o înălțime de 100–125 cm.  Anvergura aripilor este de 155–215 cm, iar greutatea sa este de 2,3–4,5 kg. Ca toate berzele, are picioare lungi, gât lung și cioc ascuțit, lung și drept. Sexele sunt identice la aspect, cu excepția faptului că masculii sunt în medie mai mari decât femelele. Penajul⁠(d) este în principal alb cu pene de zbor și tectrice negre; negrul este cauzat de melanina pigmentară.  Penele de pe piept sunt lungi și zburlite, ansamblul lor fiind uneori utilizat la curtarea femelelor. Irisul este maro sau gri, iar pielea periorbitală este neagră. Adulții au un cioc roșu strălucitor și picioare roșii, a căror colorare este derivată din carotenoidele din hrană. În unele părți ale Spaniei, s-a constatat că pigmentul se bazează pe astaxantină obținută de la o specie de rac introdusă (Procambarus clarkii⁠(d)), iar culorile roșii strălucitor ale ciocului apar chiar și la pui, spre deosebire de ciocurile de culori mai șterse ale puilor de berze albe din alte zone.

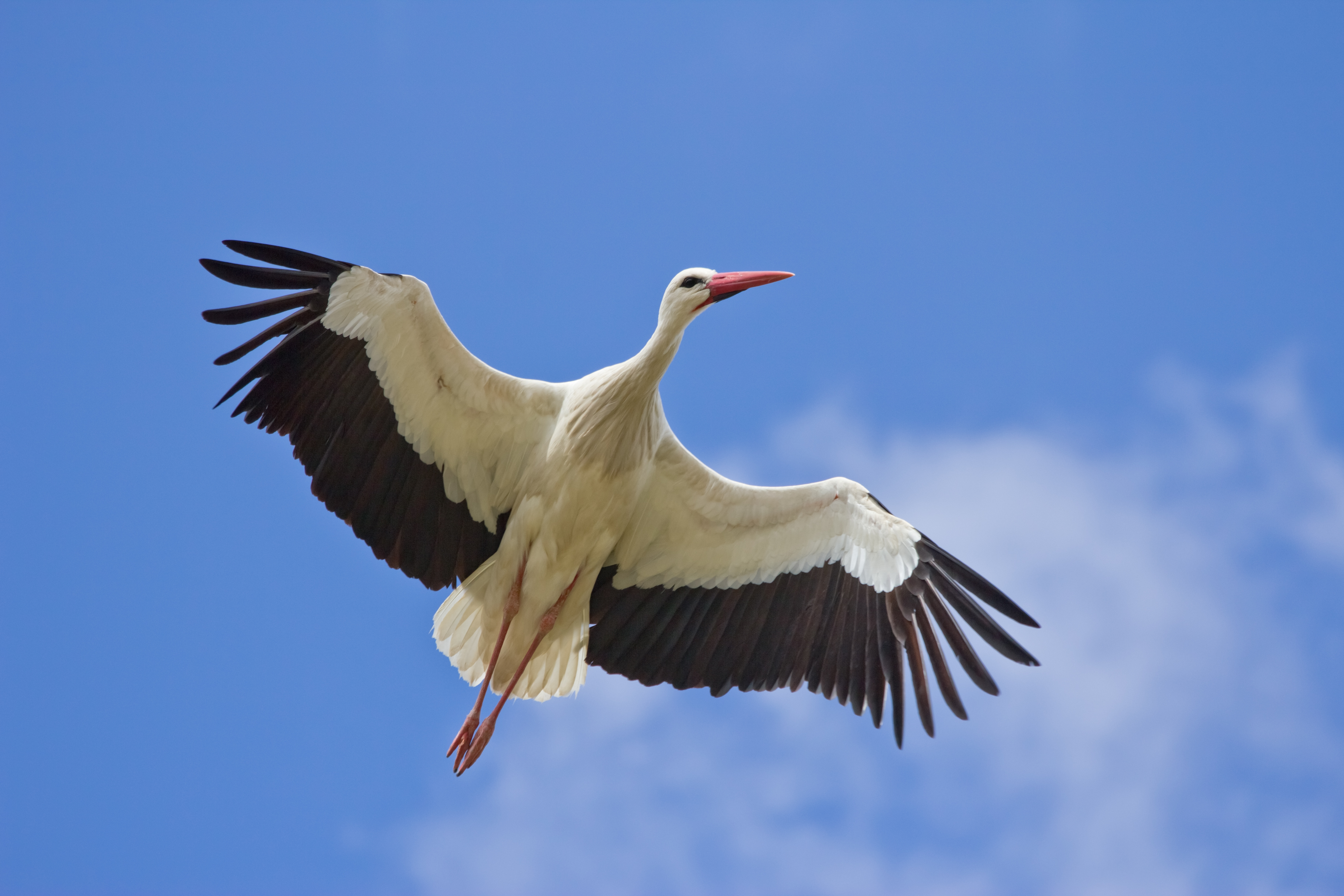
În zbor. Berzele albe zboară cu gâtul întins.

Ca și în cazul altor berze, aripile sunt lungi și largi, permițând păsării să se ridice rapid. Când dau din aripi, mișcările sunt lente și regulate. Barza zboară cu gâtul întins în față și cu picioarele lungi întinse dincolo de capătul cozii scurte. Merge într-un ritm lent și stabil, cu gâtul înălțat. Când se odihnește, adesea își retrage capul între umeri. Năpârlirea nu a fost studiată pe scară largă, dar pare să aibă loc pe tot parcursul anului, penele de zbor primare fiind înlocuite în timpul sezonului de reproducere.

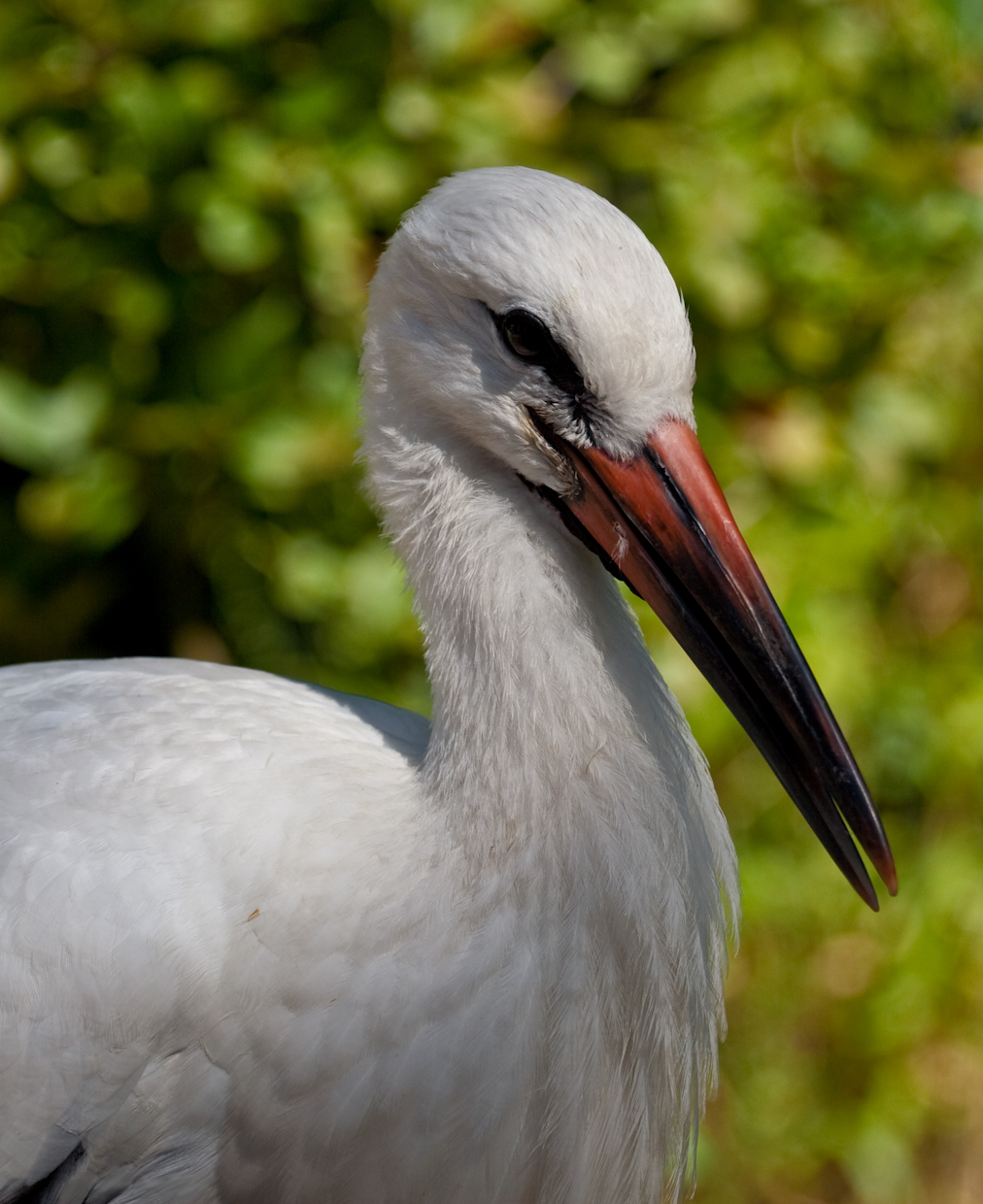
Un pui mai mare, la Vogelpark Avifauna, Țările de Jos. Ciocurile se înroșesc începând de la bază.

La ieșirea din ou, puiul de barză albă este parțial acoperit cu un puf scurt, rar și albicios. Acest puf timpuriu este înlocuit în decurs de o săptămână cu un strat mai dens de puf alb lânos. Până la vârsta de trei săptămâni, puiul dobândește pene scapulare și de zbor negre. La eclozare, puii au picioarele roz, care se transformă în gri-negru pe măsură ce cresc. Ciocul lor este negru, cu vârf maroniu. Până în momentul în care începe să zboare, penajul puilor devine similar cu cel al adultului, deși penele negre sunt adesea colorate în maro, iar ciocul și picioarele sunt de un roșu-maroniu mai deschis, sau portocaliu. Ciocul este de obicei portocaliu sau roșu cu un vârf închis la culoare. În vara următoare, puii dobândesc culoarea roșie a adulților, deși vârfurile negre persistă la unii indivizi. Puii adoptă penajul adulților până la a doua lor vară.

### Specii similare
În arealul său, barza albă este ușor de recunoscut atunci când este văzută la sol. Arealul de iarnă al speciei C. c. asiatica se suprapune cu cel al berzei asiatice cu cioc deschis, care are un penaj similar, dar o altă formă a ciocului. Când sunt văzute de la distanță în zbor, berzele albe pot fi confundate cu alte câteva specii cu modele asemănătoare pe penele de pe partea ventrală, cum ar fi barza cu cioc galben, pelicanul mare alb și vulturul egiptean. Barza cu cioc galben este identificată prin coada ei neagră și ciocul galben mai lung, ușor curbat. Barza albă tinde, de asemenea, să fie mai mare decât barza galbenă. Pelicanul mare alb are picioare scurte care nu se extind dincolo de coada lui, și zboară cu gâtul retras, ținându-și capul aproape de corpul său îndesat, dându-i un profil de zbor diferit. Pelicanii se comportă diferit, zburând în stoluri ordonate, sincronizate, și nu în grupuri dezorganizate de indivizi ca barza albă. Vulturul egiptean este mult mai mic, cu o coadă în formă de triunghi alungit, cu picioare mai scurte și cu un cap mic, gălbui, cu gât scurt. Cocorul comun, care poate părea și el alb-negru în lumină puternică, prezintă picioare mai lungi și un gât mai lung în zbor.

## Distribuție și habitat

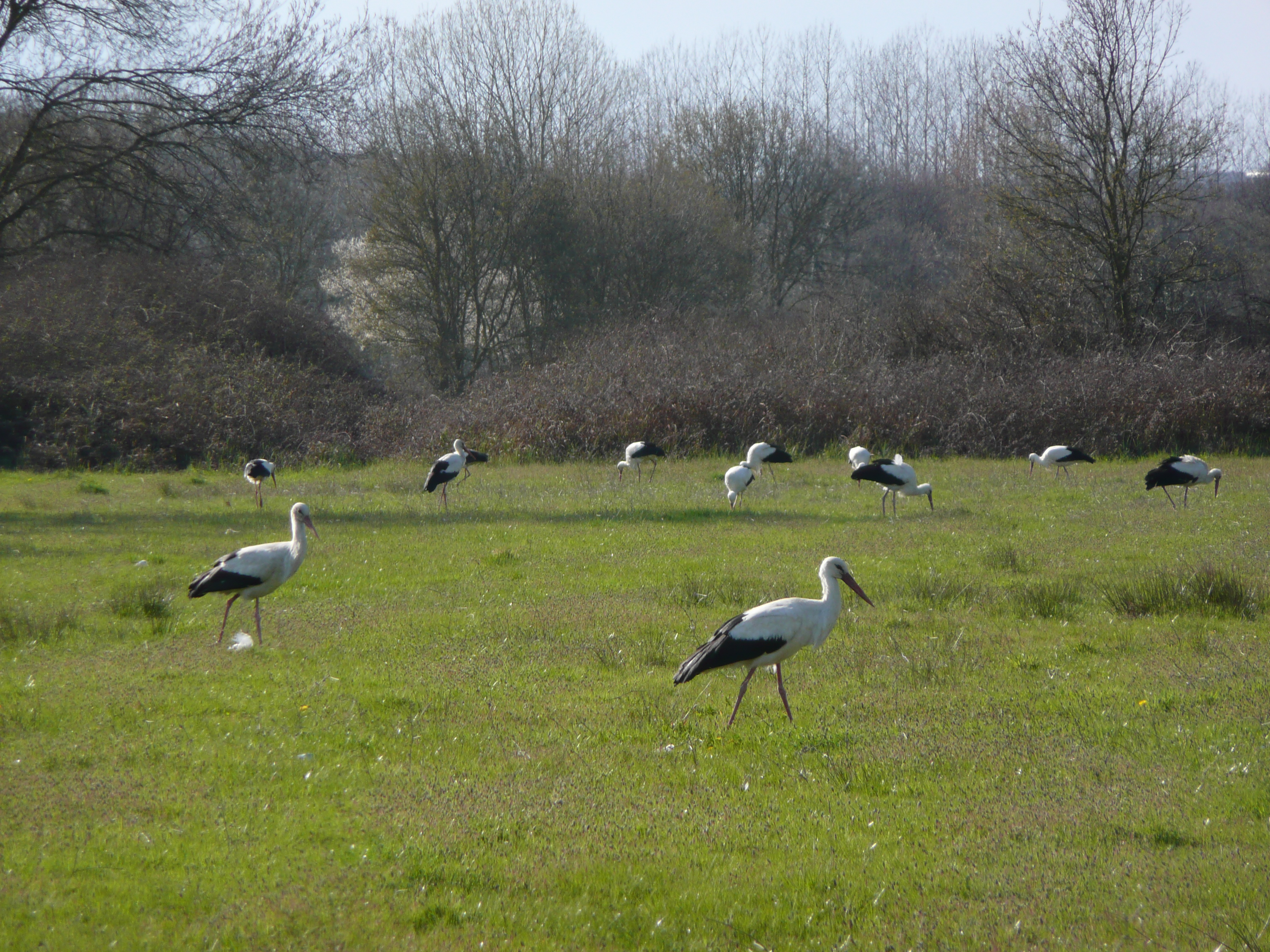
Stol de berze căutând hrană în Turcia. Berzele albe evită suprafețele acoperite cu iarbă înaltă și arbuști.

Rasa nominală a berzei albe are un areal de vară larg, deși disjunct, în toată Europa, adunat în Peninsula Iberică și Africa de Nord în vest și în mare parte din Europa de Est și Centrală, cu 25% din populația mondială fiind concentrată în Polonia, precum și în părți din Asia de Vest.  Populația subspeciei asiatica de aproximativ 1450 de păsări este limitată la o regiune din Asia Centrală între Marea Aral și Xinjiang din vestul Chinei. Se crede că populația din Xinjiang a dispărut în jurul anului 1980. Rutele de migrație extind arealul acestei specii în multe părți ale Africii și ale Indiei. Unele populații aderă la ruta de migrație orientală, care trece prin Israel în Africa de Est și Centrală.
Câteva consemnări ale reproducerii lor în Africa de Sud au fost cunoscute începând din 1933 la Calitzdorp, și aproximativ 10 păsări se știe că se reproduc din anii 1990 în jurul orașului Bredasdorp. O mică populație de berze albe iernează în India și se crede că derivă în principal din populația de C. c. asiatica, fiind observate stoluri de până la 200 de păsări în migrația de primăvară la începutul anilor 1900 prin Valea Kurram⁠(d). Cu toate acestea, păsările marcate⁠(d) în Germania au fost recuperate în vestul (Bikaner) și sudul (Tirunelveli⁠(d)) Indiei. A fost observat un specimen atipic cu piele orbitală roșie, caracteristică berzei orientale albe și este necesar un studiu suplimentar al populației indiene. La nord de arealul de reproducere, apare doar în trecere sau eratic⁠(d), în Finlanda, Marea Britanie, Islanda, Irlanda, Norvegia și Suedia, și la vest în Azore și Madeira. În ultimii ani, arealul s-a extins în vestul Rusiei.
Zonele preferate de hrănire ale berzei albe sunt pajiștile ierboase, terenurile agricole și zonele umede cu ape de mică adâncime. Evită suprafețele acoperite cu iarbă înaltă și arbuști. În zona la Cernobîl din nordul Ucrainei, populațiile de berze albe au scăzut după accidentul nuclear din 1986, unde terenurile agricole au fost succedate⁠(d) de arbuști și iarbă înaltă.  În unele părți ale Poloniei, terenurile sărace în hrană naturală au obligat păsările să caute alimente în gropile de gunoi⁠(d) de prin 1999. De asemenea, s-au raportate și berze albe în gropile de gunoi din Orientul Mijlociu, Africa de Nord și Africa de Sud.
Barza albă se reproduce în număr mai mare în zonele cu pășuni deschise, în special în zonele cu ierburi umede sau periodic inundate, și mai puțin în zonele cu vegetație mai înaltă, cum ar fi pădurile și arbuștii. Ei folosesc pajiști, zone umede și terenuri agricole pe terenurile de iernat din Africa. Berzele albe au fost probabil ajutate de activitățile umane în timpul Evului Mediu, deoarece atunci au fost defrișate păduri și create noi pășuni și terenuri agricole, și s-au găsit în mare parte a Europei, ajungând în nord până în Suedia. Populația din Suedia se crede că a apărut în secolul al XVI-lea, după ce multe păduri au fost tăiate pentru agricultură. Se estimează că aproximativ 5000 de perechi se reproduceau în secolul al XVIII-lea, populație care a scăzut ulterior. Primul recensământ precis din 1917 a găsit 25 de perechi, iar ultima pereche nu a reușit să se reproducă în jurul anului 1955. Barza albă este un vizitator rar în Insulele Britanice, în Marea Britanie fiind vizibile aproximativ 20 de păsări în fiecare an, dar nu există înregistrări ale cuibăritului de când o singură pereche care a cuibărit în vârful St Giles High Kirk din Edinburgh, Scoția în 1416.
O scădere a populației a început în secolul al XIX-lea din cauza industrializării și schimbărilor din metodele agricole. Berzele albe nu mai cuibăresc în multe țări, iar fortărețele actuale ale populației occidentale se află în Portugalia, Spania, Ucraina și Polonia. În Peninsula Iberică, populațiile sunt concentrate în sud-vest și au scăzut și datorită practicilor agricole. Un studiu publicat în 2005 a constatat că regiunea Podhale⁠(d) din zonele montane din sudul Poloniei a cunoscut un aflux de berze albe, care s-au reprodus acolo pentru prima oară în 1931 și au înaintat progresiv în altitudine, ajungând la 890 m în 1999. Autorii au propus ca aceasta este legată de schimbările climatice și de afluxul altor animale și plante la altitudini mai mari.  Berzele albe care sosesc în regiunea Poznań (voievodatul Polonia Mare) din vestul Poloniei, în primăvara anului, pentru reproducere, fac acest lucru cu aproximativ 10 zile mai devreme în ultimii douăzeci de ani ai secolului al XX-lea decât la sfârșitul secolului al XIX-lea.

## Migrația

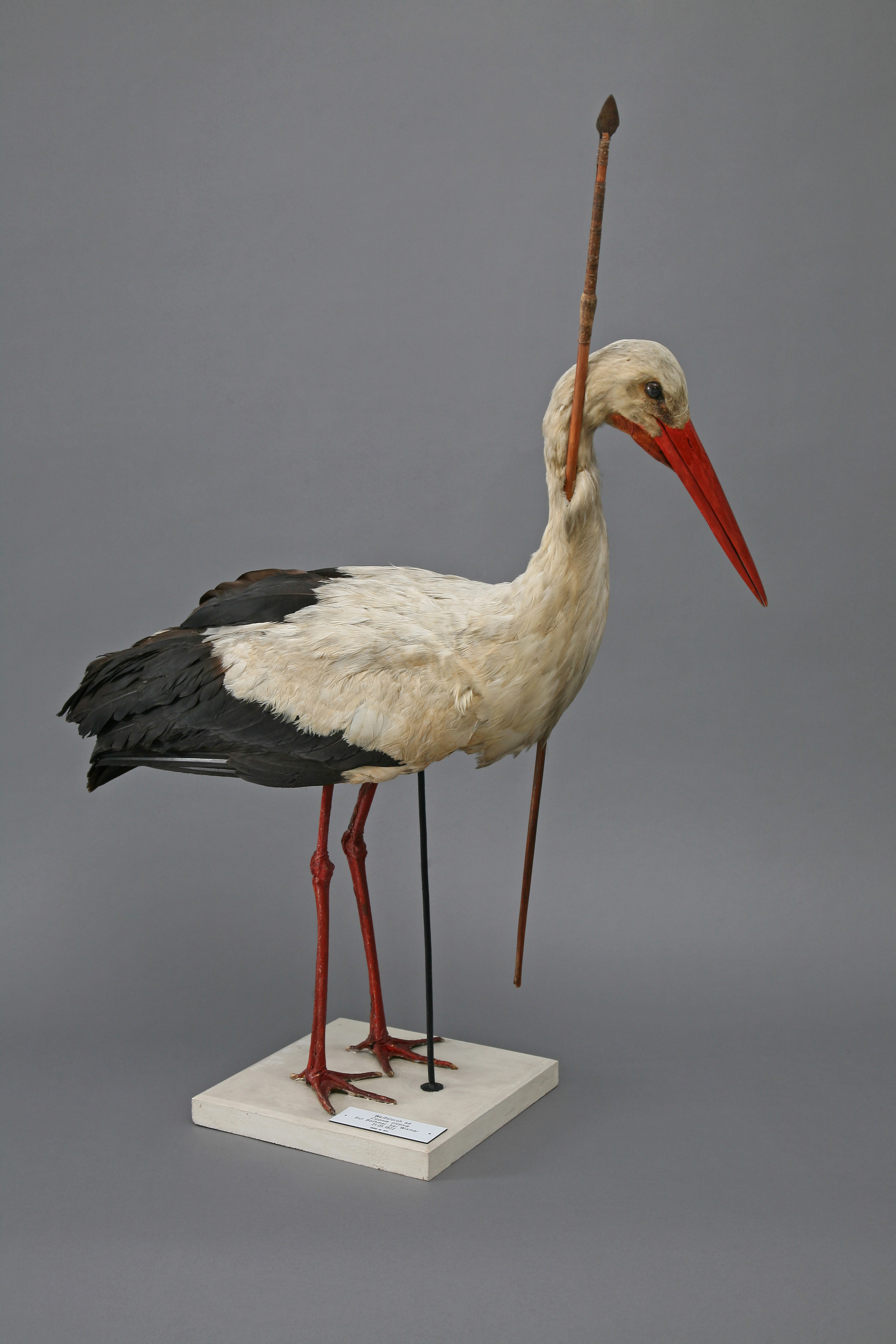
În 1822, Rostocker a oferit primele dovezi privind migrația berzelor pe distanțe lungi

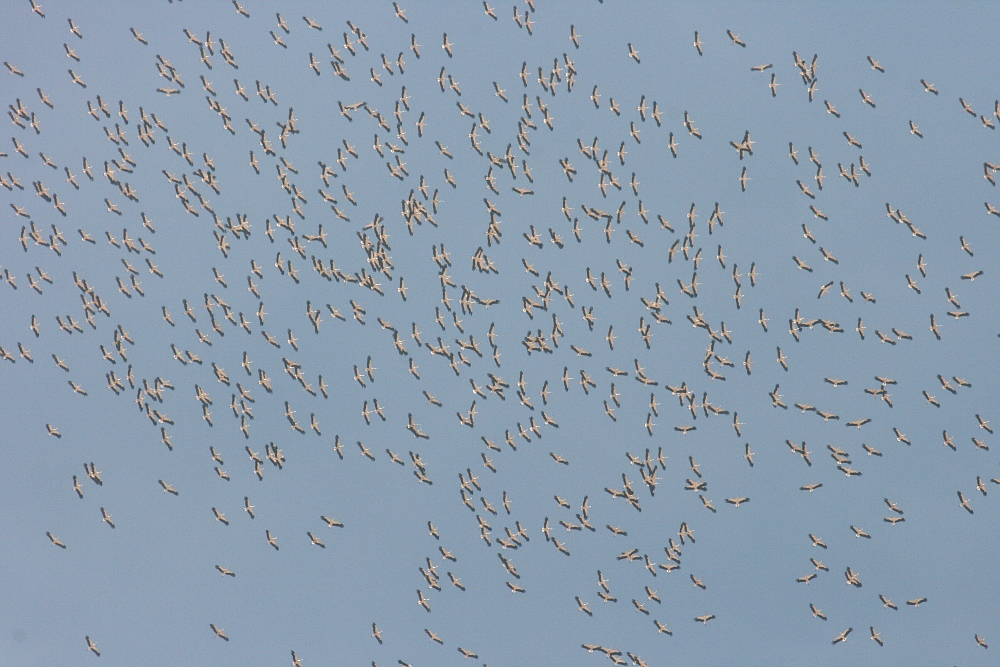
Un cârd de berze în timpul migrației deasupra Israelului. Berzele albe în migrație folosesc aerului pentru a reduce efortul de zbor pe distanțe lungi.

Cercetarea sistematică a migrației berzei albe⁠(d) a început cu ornitologul german Johannes Thienemann⁠(d), care a început studiile cu inele de marcaj în 1906 la Observatorul Avifaunistic Rossitten⁠(d), de pe cordonul litoral al Curlandei, în Prusia de Est. Deși nu multe berze au trecut chiar prin Rossitten, observatorul a coordonat studiul pe scară largă prin marcarea păsărilor în toată Germania și în alte părți ale Europei. Între 1906 și al Doilea Război Mondial, aproximativ 100.000 de păsări, în special pui, au fost marcate cu inel, peste 2000 de păsări cu inele Rissitten fiind recuperate la distanțe mari, între 1908 și 1954.

#### Rutele
Berzele albe zboară spre sud din zonele lor de reproducere din Europa, în august și septembrie, spre Africa. Acolo, ele petrec iarna în savanele din Kenya și Uganda până în Provincia Capului⁠(d) din Africa de Sud. În aceste zone se adună în stoluri mari, care pot depăși o mie de indivizi. Unii deviază spre vest în vestul Sudanului și în Ciad și pot ajunge în Nigeria. Primăvara, păsările se întorc spre nord; acestea sunt observate în Sudan și Egipt din februarie până în aprilie. Ele ajung din nou în Europa la sfârșitul lunii martie și în aprilie, după o călătorie medie de 49 de zile. Prin comparație, călătoria de toamnă este finalizată în aproximativ 26 de zile. Vânturile din spate⁠(d) și raritatea hranei și apei pe drum (păsările zboară mai repede peste regiunile cu resurse puține) cresc viteza medie.

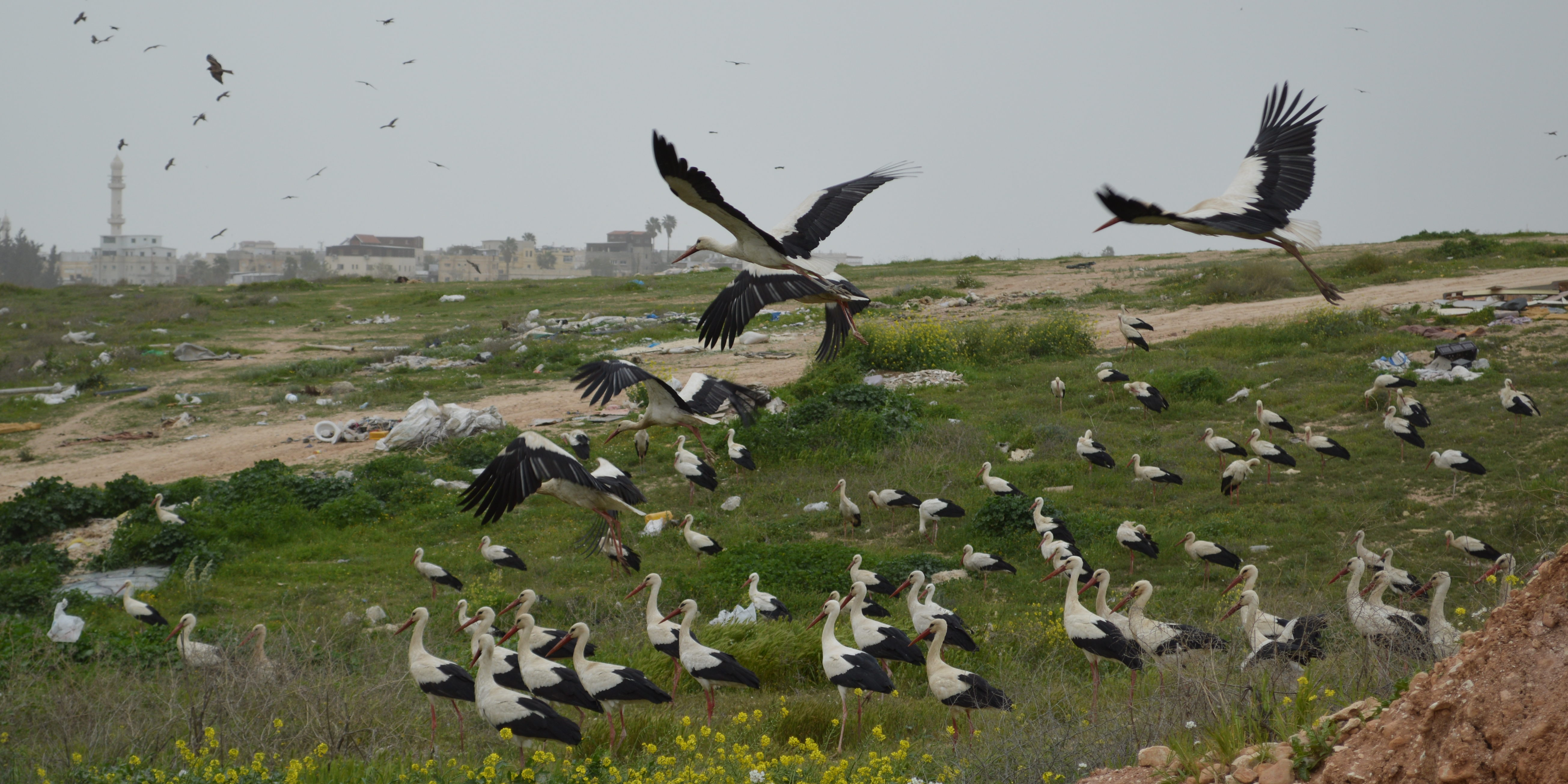
Traseul estic: berze odihnindu-se în Rahat, Israel (primăvara anului 2017).

Pentru a evita lunga traversare a Mării Mediterane, păsările din Europa Centrală urmează fie un traseu estic de migrație, trecând prin Bosfor către Turcia, traversând Levantul , apoi ocolind deșertul Sahara pe valea Nilului spre sud sau urmând o rută de vest peste Strâmtoarea Gibraltar.  Aceste coridoare de migrație maximizează suportul curenților ascendenți și astfel economisesc energie. Ruta prin est este de departe cea mai importantă, 530.000 de berze folosind-o anual, ceea ce face specia să fie a doua cea mai frecvent întâlnită specie migratoare (după viesparul european). Stolurile de păsări răpitoare migratoare, berzele albe și pelicani mari albi se pot întinde pe 200 km. Ruta estică este de două ori mai lungă decât cea vestică, dar berzele ajung prin oricare din ele în același interval de timp la zonele de iernat.
Puii de barză albă pleacă în prima migrație într-o direcția moștenită, dar, dacă sunt deplasați de la această direcție de condițiile meteorologice, nu sunt în măsură să compenseze și pot ajunge într-o nouă locație de iarnă. Adulții pot compensa vânturile puternice și își pot regla direcția pentru a sfârși în locul lor obișnuit de iernat, pentru că sunt familiarizați cu locația. Din același motiv, toate migratoarele de primăvară, chiar și cele din locațiile de iernat strămutate, pot reveni la locurile tradiționale de reproducere. Un experiment cu păsări tinere crescute în captivitate la Kaliningrad, și eliberate în absența unor berze sălbatice care să le arate drumul, a arătat că ele par să aibă un instinct de a zbura spre sud, deși împrăștierea direcției a fost mare.

#### Energetică

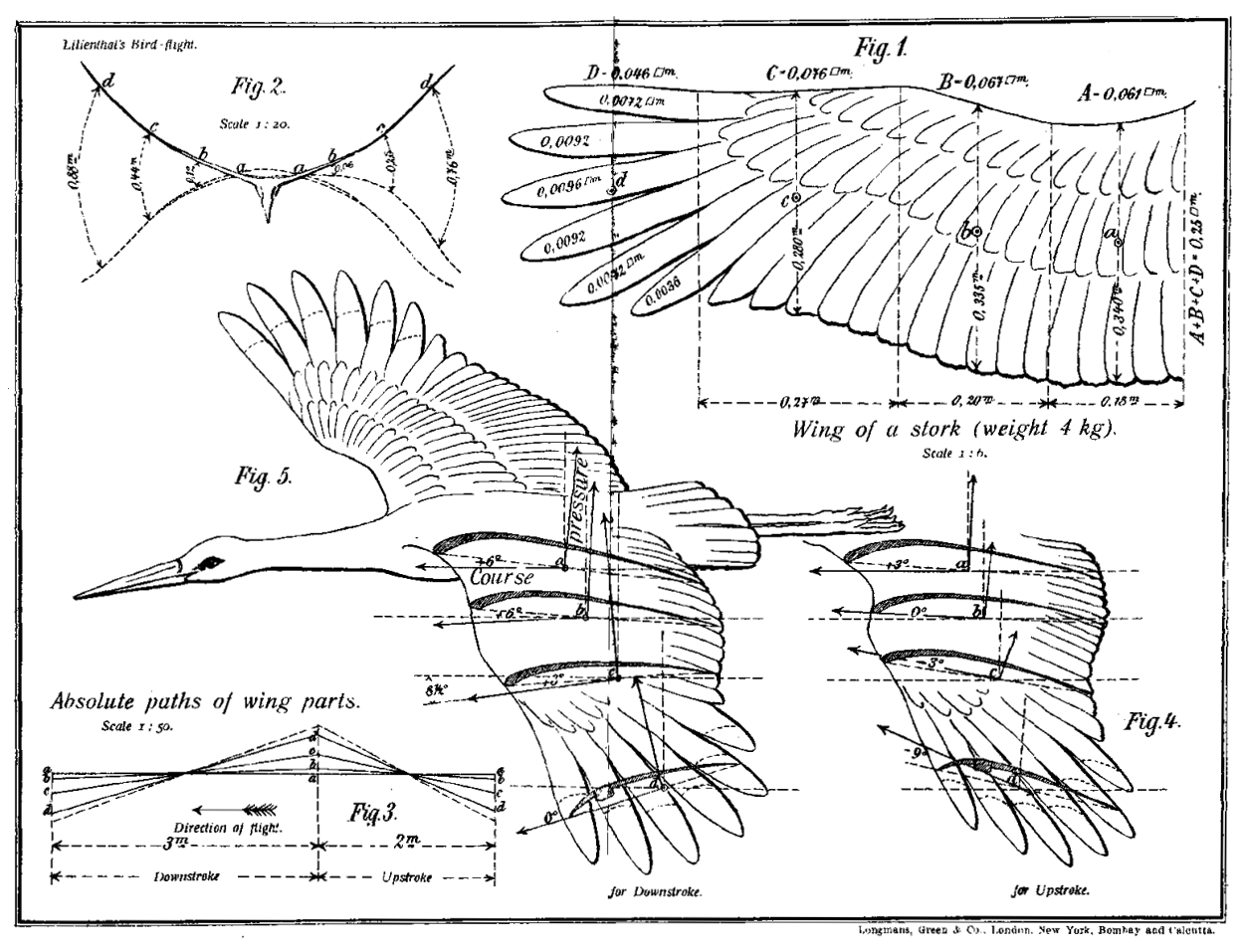
Otto Lilienthal a studiat zborul berzelor în 1889, pentru a-și proiecta planorul.

Berzele albe se bazează pe curenții ascendenți⁠(d) de aer pentru a se ridica și a plana pe distanțe lungi în migrațiile lor anuale între Europa și Africa Subsahariană.  Pentru multe, cea mai scurtă rută le-ar duce peste Marea Mediterană; cu toate acestea, deoarece curenții ascendenți nu se formează deasupra apei, ele în general se deplasează peste uscat pentru a evita zborurile trans-mediteraneene care ar necesita un efort energetic prelungit al aripilor. S-a estimat că, pe aceeași distanță parcursă, zborul cu dat din aripi metabolizează de 23 de ori mai multă grăsime corporală decât zborul pe curenți ascendenți. Astfel, stolurile ele spiralează în sus pe curenții ascendenți până ajung la 1.200–1.500 m deasupra solului (deși într-un caz, în vestul Sudanului, s-a observat o altitudine de 3.300 m).
Pot fi întreprinse însă, ocazional, și zboruri lungi deasupra apei. O barză albă tânără, inelată⁠(d) la cuibul din Danemarca, a apărut ulterior în Anglia, unde a petrecut câteva zile înainte de a continua. Mai târziu a fost văzut zburând peste St Mary, Isles de Scilly⁠(d), și a ajuns într-o stare rea în Madeira trei zile mai târziu. Insula este la 500 km de Africa, și de două ori mai departe de continentul european. Migrația prin Orientul Mijlociu poate fi împiedicată de către hamsin, un vânt care aduce vreme acoperită de nori, nepotrivită zborului. În aceste situații, turmele de berze albe așteaptă trecerea vremii nefavorabile la sol, stând în picioare cu fața spre direcția din care bate vântul.

## Comportament

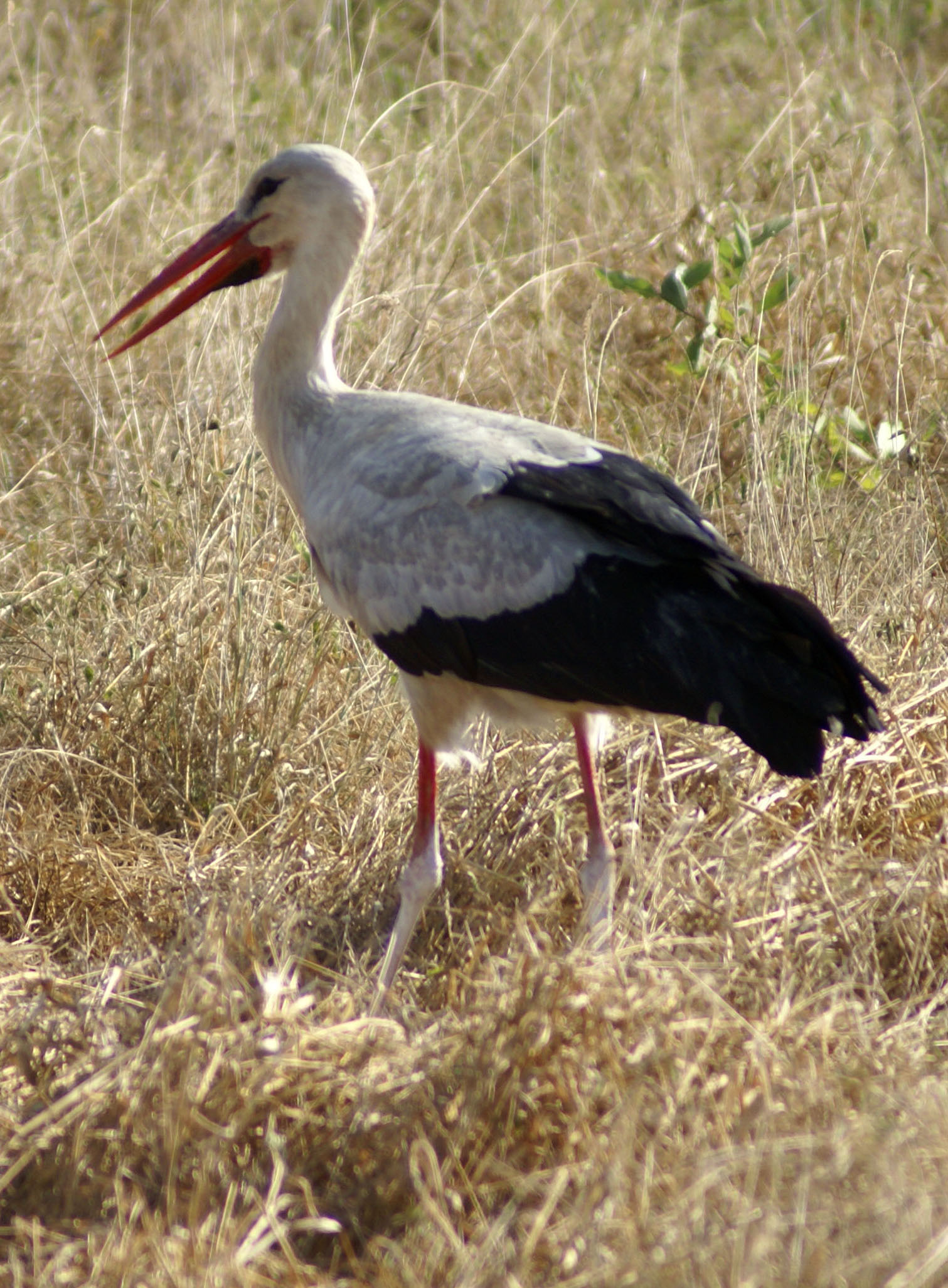
Adult în, Kenya. Partea inferioară a picioarelor are o culoare albicioasă datorită faptului că este acoperit cu excrementele sale— un exemplu de termoreglaj prin.

Barza albă este o pasăre gregară; stoluri de mii de indivizi au fost înregistrate pe rutele de migrație și în zonele de iernat din Africa. Păsările nereproducătoare se adună în grupuri de 40 sau 50 în timpul sezonului de reproducere. Barza lui Abdim, mai mică și cu pene mai închise la culoare, este adesea întâlnită împreună cu stolurile de berze albe din sudul Africii. Perechile de reproducere⁠(d) de berze albe se pot aduna în grupuri mici pentru a vâna, și cuiburi de colonii au fost înregistrate în unele zone. Cu toate acestea, grupurile din rândul coloniilor de berze albe variază foarte mult în mărime, iar structura socială este definită liber; berzele tinere care se reproduc sunt deseori limitate la cuiburile periferice, în timp ce berzele mai în vârstă ating un succes sporit de reproducere în timp ce ocupă cuiburi de calitate mai bună spre centrul coloniilor de reproducere. Structura socială și coeziunea grupului sunt menținute prin comportament altruist, cum ar fi întreținerea reciprocă a penajului⁠(d). Berzele albe prezintă acest comportament exclusiv la locul cuiburilor. Păsările care stau în picioare îngrijesc capetele păsărilor așezate, uneori aceștia sunt părinți care îngrijesc puii și, uneori, puii unul pe altul. Spre deosebire de cele mai multe berze, nu adoptă niciodată o postură cu aripile întinse, deși se știe că își țin uneori aripile departe de corp cu penele de zbor îndreptate în jos, atunci când sunt umede.
Excrementele unei berze albe, care conțin fecale și acid uric, sunt direcționate uneori spre propriile picioare, făcându-le să pară albe. Evaporarea rezultată asigură răcirea și se numește urohidroză⁠(d). Păsările care au fost inelate⁠(d) pot fi uneori afectate de acumularea de excremente în jurul inelului, ceea ce duce la constricție și la traumatisme ale piciorului. Barza albă a fost remarcată și pentru utilizarea de unelte, storcând de exemplu mușchi în cioc pentru a scurge apa în gurile puilor.

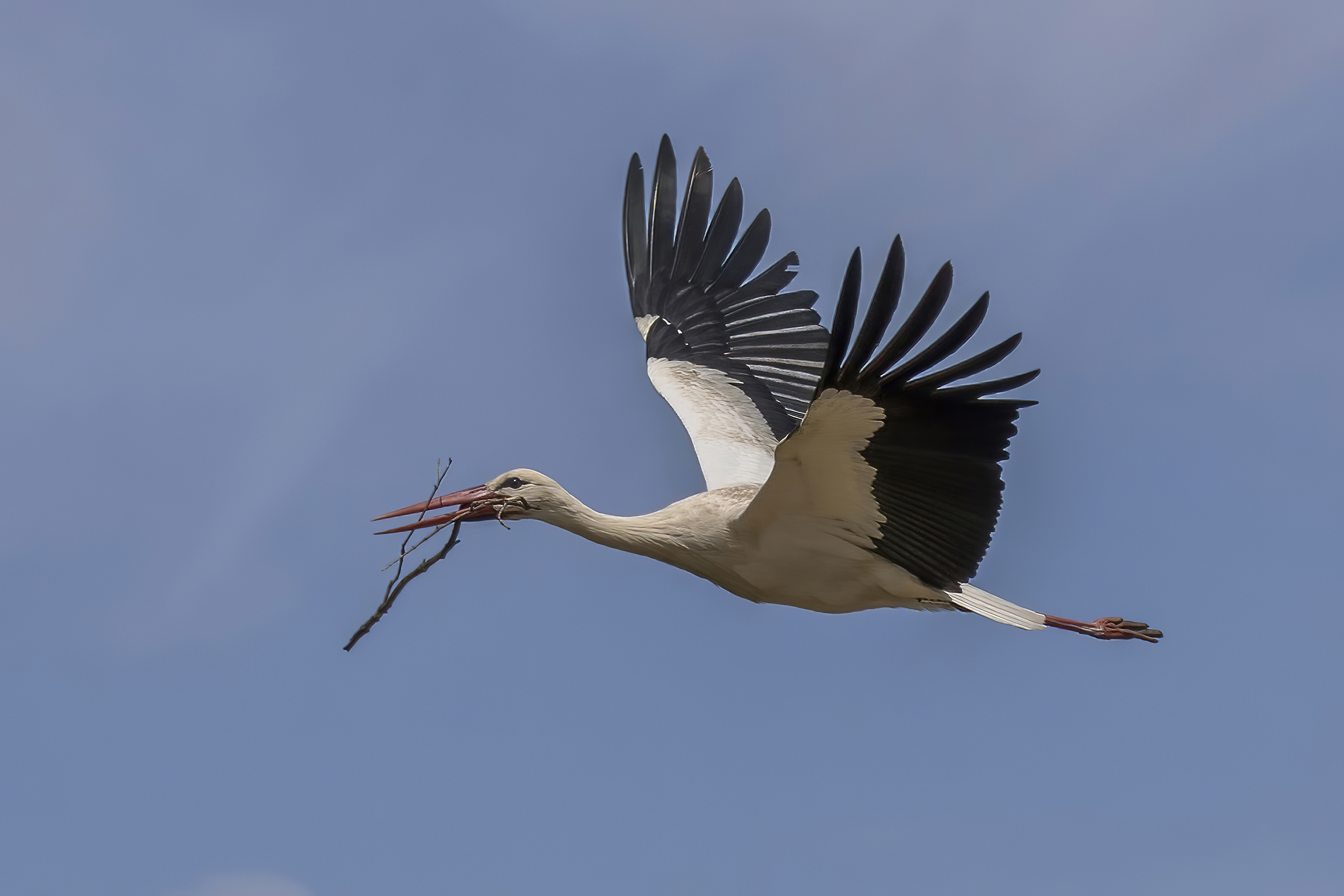
cărând o crenguță la cuib
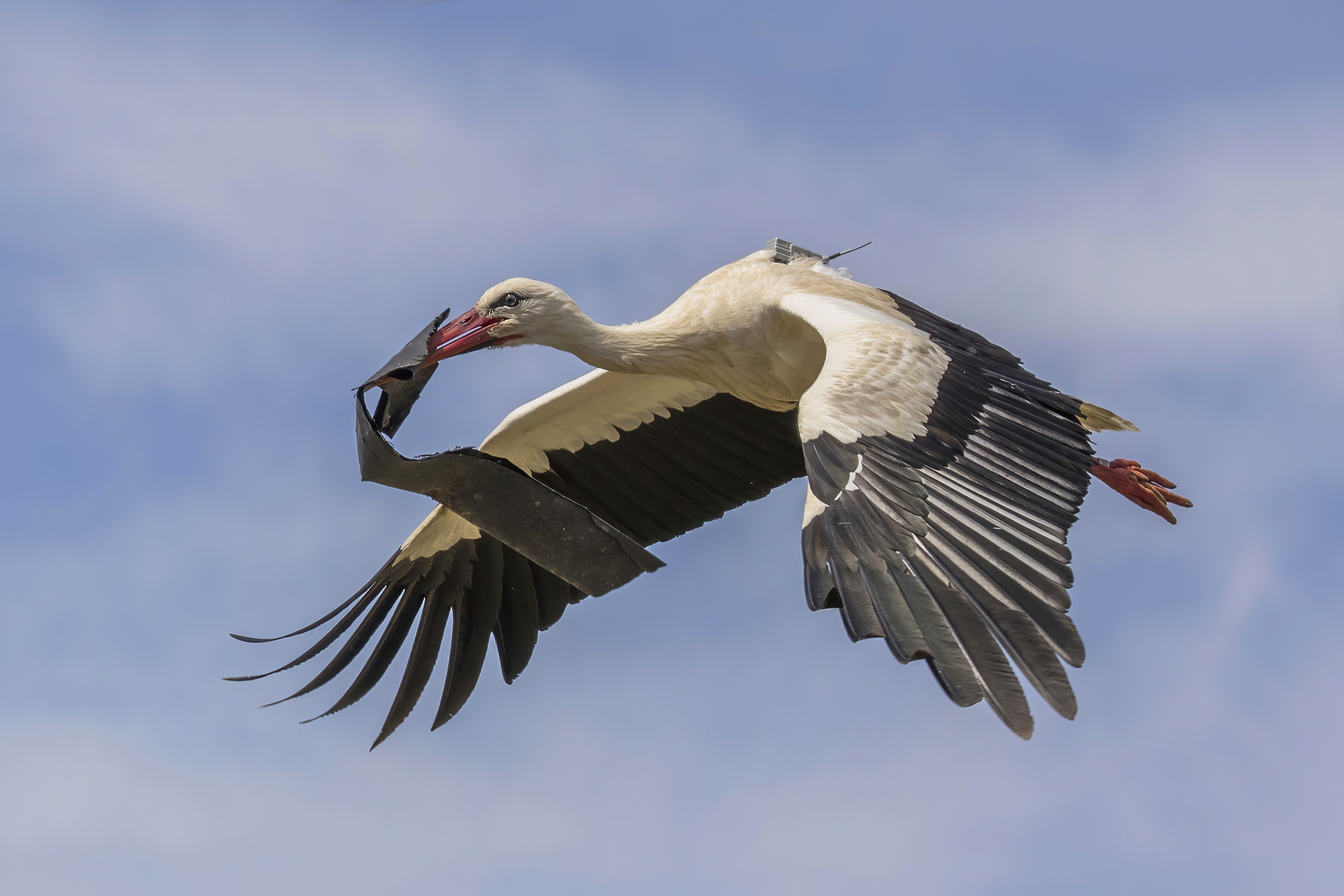
cărând plastic la cuib

### Comunicare
Sunetul principal produs de barza albă adultă este un clămpănit zgomotos din cioc, care a fost asemănat cu focul de mitralieră din depărtare. Pasărea face aceste sunete prin deschiderea și închiderea rapidă a ciocului, astfel încât să se producă un pocnet de fiecare dată când ciocul se închide. Sunetul este amplificat de punga de la gât⁠(d), care acționează ca un rezonator⁠(d). Folosit într-o varietate de interacțiuni sociale, acest pocnet al ciocului devine în general mai tare, cu cât durează mai mult și are ritmuri distincte în funcție de situație — de exemplu, mai lent în timpul copulației și mai scurt atunci când este dat ca semnal de alarmă⁠(d). Singura sunet vocal pe care îl generează păsările adulte este un șuierat slab, abia audibil; totuși, păsările tinere pot genera un șuierat ascuțit, diverse ciripite și un fel de mieunat de pisică cu care cer hrană. La fel ca și adulții, puii pocnesc din ciocuri. Mișcările sus-jos sunt utilizate pentru o serie de interacțiuni cu alți membri ai speciei. Astfel, o barză își mișcă repede capul înapoi, astfel încât creștetul să i se sprijine pe spate, înainte de a-și aduce din nou capul și gâtul înapoi, iar acest lucru se repetă de mai multe ori. Mișcarea este folosită ca salut între păsări, după copulație și, de asemenea, ca semnal de amenințare⁠(d). Perechile de reproducere sunt teritoriale pe timpul verii, și utilizează această mișcare, precum și aplecarea în față cu coada ridicată și aripile întinse.

### Reproducerea și durata de viață

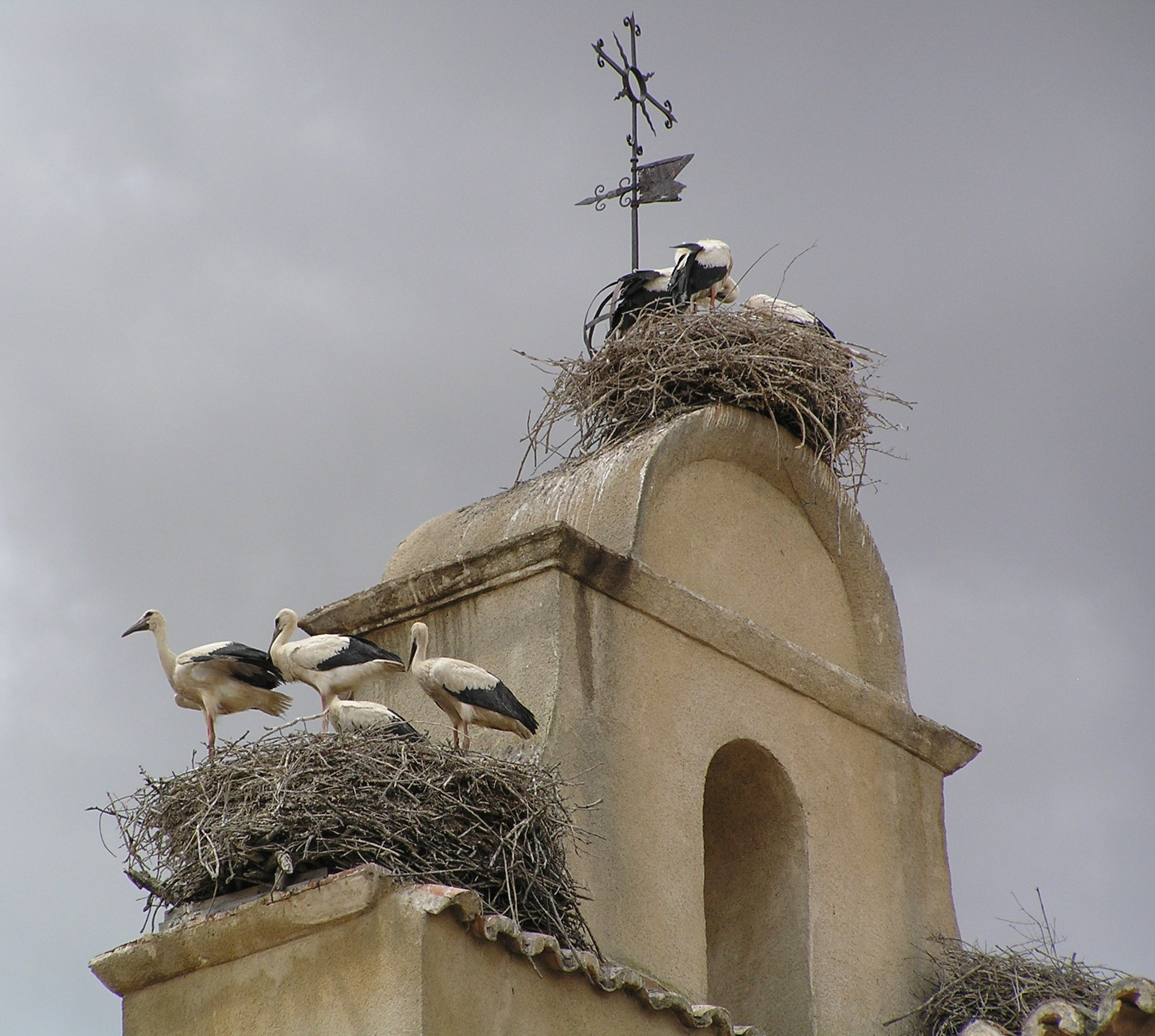
Cuiburi pe o clopotniță în Spania. Berzele albe formează adesea mici colonii de cuibărit.

Barza albă se reproduce în zone agricole deschise, cu acces la zonele umede mlăștinoase, construind un cuib mare în copaci, pe clădiri sau pe platforme construite de om. Fiecare cuib are 1–2 m în profunzime, 0,8–1,5 m în diametru și cântărește 60–250 kg. Cuiburile sunt construite în colonii slab conectate. Nefiind persecutată, întrucât este considerată semn bun, ea își face adesea cuiburi aproape de zonele locuite de oameni; în Europa de Sud, cuiburile pot fi văzute pe biserici și alte clădiri. Cuibul este folosit de obicei an după an, mai ales de către masculii mai în vârstă. Masculii sosesc mai devreme în sezon și își aleg cuiburile. Cuiburile mai mari sunt asociate cu un număr mai mare de pui crescuți cu succes și par a fi mai căutate.  Schimbarea cuibului este adesea legată de o schimbare în împerechere și de eșecul de a crește pui în anul precedent, iar păsările mai tinere au mai multe șanse să schimbe locurile de cuibărit. Deși se poate constata că o pereche ocupă un cuib, partenerii se pot schimba de mai multe ori în stadiile incipiente, iar activitățile de reproducere încep doar după ce se realizează o pereche stabilă.

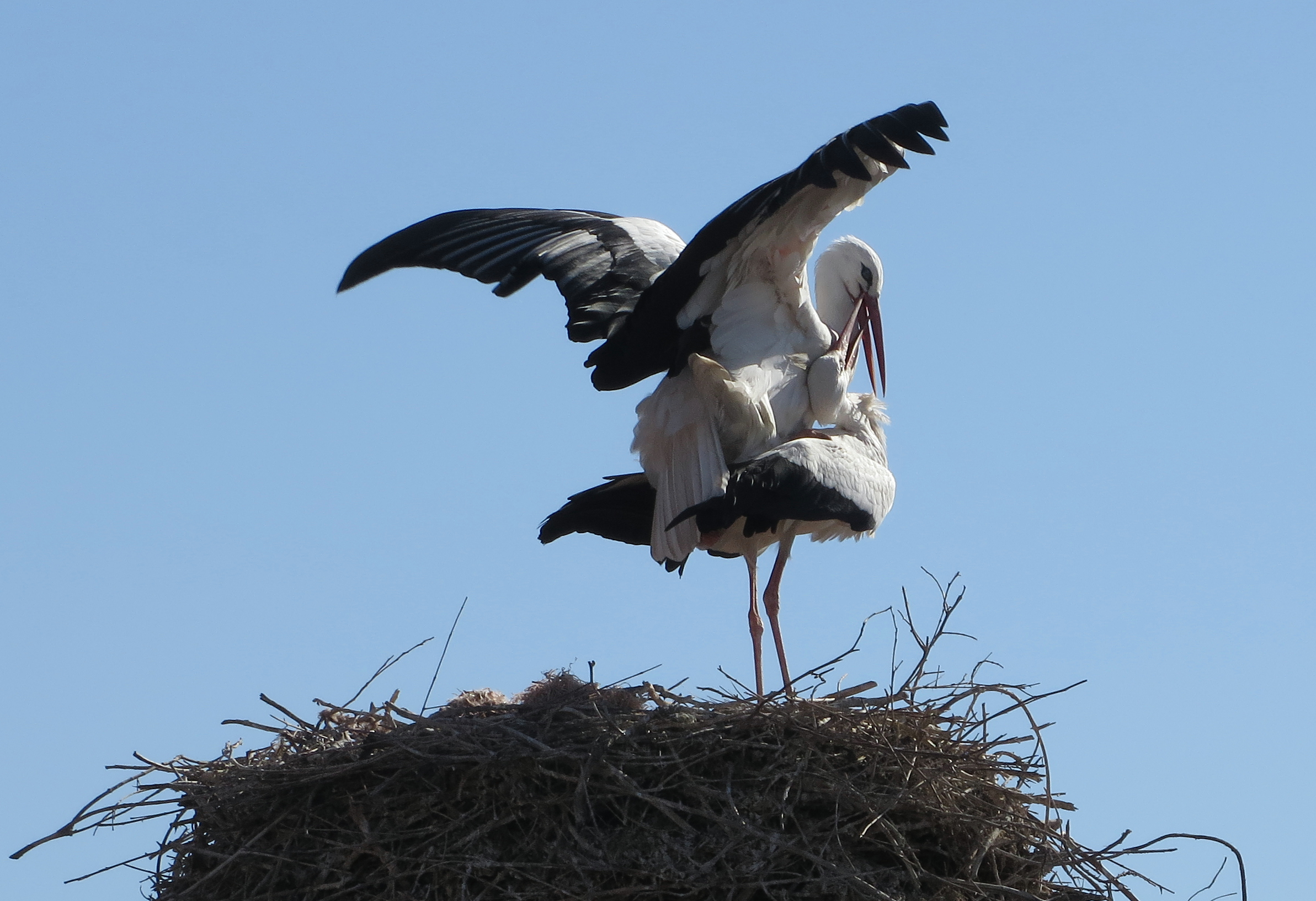
Împerecherea

Câteva specii de păsări cuibăresc și ele în cuiburile mari de barză albă. Printre musafirii frecvenți se numără vrăbiile de casă, vrăbiile de copac și graurii; alții mai puțin frecvenți sunt vânturelul roșu, cucuveaua, dumbrăveanca, codobatura albă, codroșul de munte, stăncuța, și vrabia spaniolă. Păsările împerecheate se salută prin mișcări în sus și jos și prin dat din cap, și pocnind din ciocuri în timp ce dau capul pe spate. Perechile copulează frecvent pe parcursul lunii înainte de a fi depuse ouăle. Frecvența mare de copulație este asociată, de obicei, cu concurența spermei⁠(d) și cu frecvența mare a copulației în afara perechii; totuși, copulația în afara perechii nu este frecventă la barza albă.
O pereche de berze albe crește o singură serie de pui pe an. Femela depune de obicei patru ouă⁠(d), deși au fost înregistrate numere de pui de la unu la șapte. Ouăle sunt albe, dar adesea par murdare sau gălbui din cauza unei substanțe glutenoase. Ele măsoară de obicei 73 pe 52 mm  și cântăresc 96–126 g, din care aproximativ 11 g este coaja.  Incubația începe odată ce este depus primul ou, astfel încât puii ies asincron, începând de la 33 la 34 de zile mai târziu.  Primul pui ieșit are de obicei un avantaj competitiv față de ceilalți. În timp ce puii mai puternici nu sunt agresivi față de frații mai slabi, cum este cazul anumitor specii, puii slabi sau mici sunt uneori uciși de părinți. Acest comportament apare în perioade de lipsă de hrană pentru a reduce dimensiunea puietului și, prin urmare, a crește șansa de supraviețuire a puilor rămași. Puii de barză albă nu se atacă unul pe celălalt, iar metoda părinților de a-i hrăni (producând o cantitate mare de alimente simultan) înseamnă că frații mai puternici nu pot concura direct prea agresiv cu cei mai slabi, de aceea infanticidul parental este o modalitate eficientă de reducere a dimensiunilor puietului. În ciuda acestui fapt, acest comportament nu a fost observat în mod obișnuit.

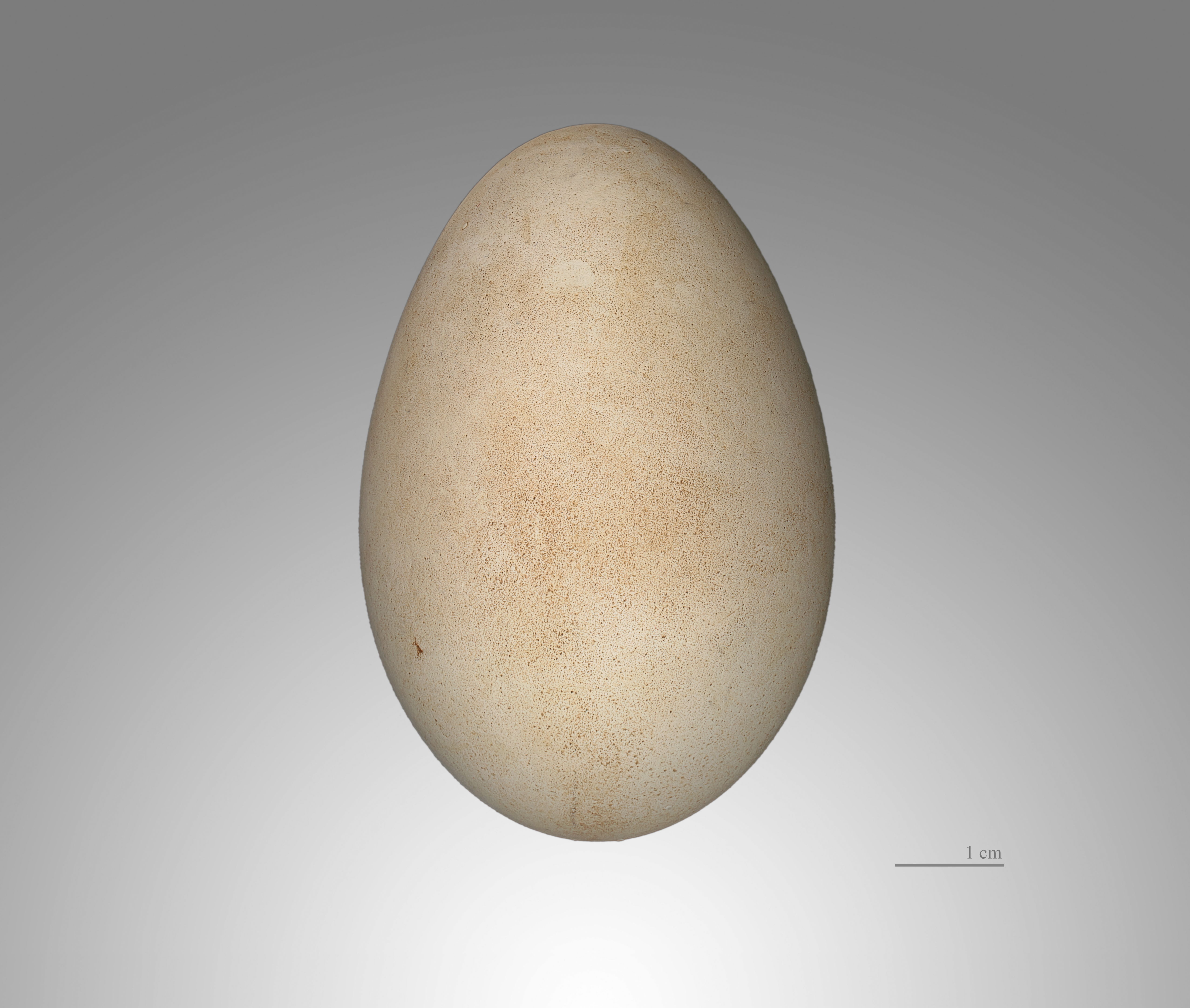
Ou

Temperatura și vremea din timpul perioadei de eclozare din primăvară sunt importante; temperaturile scăzute și vremea umedă măresc mortalitatea puilor și reduc rata de succes a reproducerii. Oarecum neașteptat, studiile au constatat că puii care ies din ou mai târziu și care ajung la maturitate produc mai mulți pui decât cei care au ieșit din ou mai repede. Greutatea corporală a puilor crește rapid în primele câteva săptămâni și atinge un maxim de circa 3,4 kg. Lungimea ciocului crește liniar pentru aproximativ 50 de zile. Păsările tinere sunt hrănite cu viermi și insecte, care sunt regurgitate de părinți în cuib. Puii mai mari culeg harnă direct din ciocurile părinților. Puii pot zbura la 58 până la 64 de zile după eclozare.
Berzele albe încep, în general, să se reproducă la vârsta de aproximativ patru ani, deși vârsta primei reproduceri a fost înregistrată între doi ani și șapte ani. Cea mai bătrână barză albă sălbatică cunoscută a trăit timp de 39 de ani după ce a fost inelată în Elveția, în timp ce păsările în captivitate trăiesc peste 35 de ani.

### Hrănire
Berzele albe consumă o mare varietate de hrană de origine animală.  Ele preferă să caute hrana în pajiști pe o rază de circa 5 km de cuibul lor și în locuri unde vegetația este mai scurtă, astfel încât prada să fie mai accesibilă. Regimul lor alimentar  variază în funcție de sezon,  localitate și disponibilitatea prăzii. Din hrana obișnuită fac parte insectele (în special gândaci, lăcuste și greieri), râme, reptile, amfibieni, în special speciile de broaște cum ar fi broasca comestibilă⁠(d) (Pelophylax kl. esculentus) și broasca comună⁠(d) (Rana temporaria), și mamifere mici, molii și cârtițe. Mai puțin frecvent, ele mănâncă ouă de pasăre și pui de păsări, pești, moluște, crustacee și scorpioni. Vânează în principal în timpul zilei, înghițind prada mică cu totul, dar ucigând și dezmembrând prada mai mare înainte de a o înghiți. Adesea confundă elasticele de cauciuc cu râmele și le înghit, ceea ce are ca rezultat blocajul fatal ale tractului digestiv.

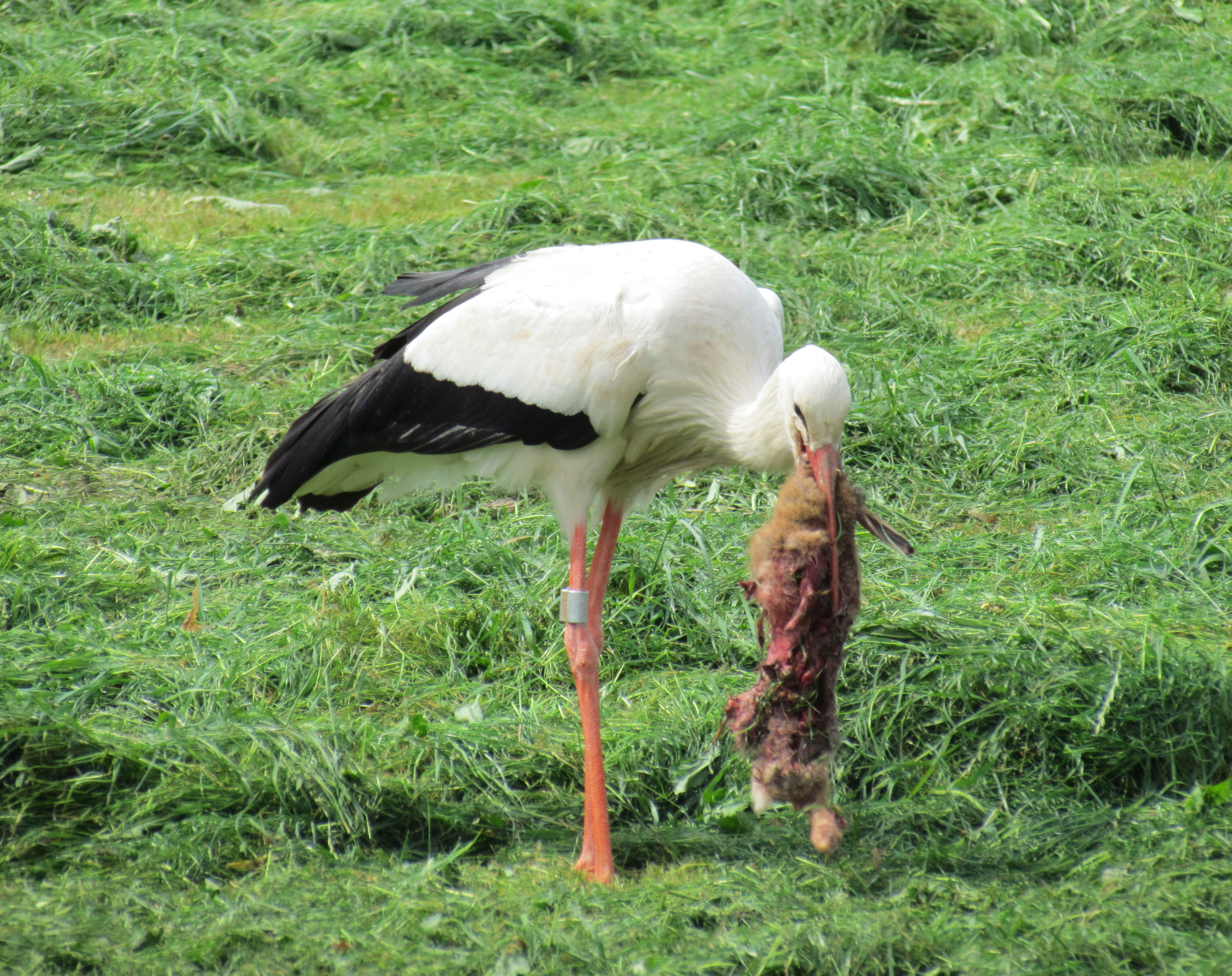
Barză albă luând un iepure mort

S-a observat în Letonia că berzele care se întorc primăvara își localizează prada, broaștele de mărăcini (Rana arvalis⁠(d)), după sunetele de împerechere produse de grupurile de masculi.
Regimul păsărilor care nu sunt reproducătoare este similară cu cel a păsărilor care se reproduc, dar hrana provine mai des din zonele uscate. Berzele albe care iernează în vestul Indiei au fost observate urmărind antilope indiene⁠(d) pentru a prinde insectele care se ridică în urma lor.  Berzele albe ce iernează în India caută hrană uneori împreună cu barza cu gât lânos (Ciconia episcopus). În India s-a observat și furtul de pradă, o rozătoare capturată de un erete de stuf fiind furat de o barză albă, in timp ce eretele sur se știe că hărțuiește berze albe care se hrănesc cu șoareci în unele părți ale Poloniei. Berzele albe pot exploata gropile de gunoi pentru hrană în timpul perioadei de reproducere, a perioadei de migrație și iernii.

## Paraziți și boli
Cuiburile de berze albe sunt habitate ale unei serii de artropode mici, în special în lunile mai calde, după ce păsările sosesc pentru reproducere. Cuibărind în ani succesivi, berzele aduc mai mult material pentru a-și consolida cuiburile și în interiorul acestora se acumulează straturi de material organic. Pe lângă faptul că trupurile lor tind să regleze temperaturile din interiorul cuibului, excrementele, resturile de hrană și fragmentele de pene și piele oferă hrană pentru o populație mare și diversă de acarieni mesostigmatici⁠(d) care trăiesc liber. Un studiu efectuat pe douăsprezece cuiburi a găsit 13.352 de indivizi din 34 de specii, dintre care cele mai frecvente erau Macrochelidae⁠(d) , M.   robustulus⁠(d) , Uroobovella pyriformis și Trichouropoda orbicularis, care împreună reprezentau aproape 85% din totalul specimenelor colectate. Acestea se hrănesc cu ouăle și larvele insectelor și cu nematode, care sunt abundente în excrementele din cuib. Acești acarieni sunt dispersați de insecte coprofage, adesea din familia Scarabaeidae, sau provin din bucățile de bălegar aduse de berze în timpul construcției cuiburilor. Nu apar acarieni paraziți, fiind probabil controlați de speciile prădătoare. Efectul general al populației acarienilor este neclar, acarienii putând avea un rol și în suprimarea organismelor dăunătoare (și, prin urmare, pot fi benefice), sau pot ei înșiși să aibă un efect advers asupra cuiburilor.
Păsările însele găzduiesc specii aparținând a peste patru genuri de acarieni de pene⁠(d). Acești acarieni, inclusiv Freyanopterolichus pelargicus  și Pelargolichus didactylus trăiesc pe fungii care cresc pe pene. Ciupercile găsite pe penaj se pot hrăni cu keratina penelor exterioare sau cu uleiul de pene. Păduchii mestecători⁠(d), cum ar fi Colpocephalum zebra tind sa fie gasiți pe aripi, și Neophilopterus incompletus în alte părți ale corpului.
Barza albă poartă, de asemenea, mai multe tipuri de paraziți interiori, inclusiv Toxoplasma gondii și paraziți intestinali⁠(d) din genul Giardia. Un studiu efectuat pe cadavrele a 120 de berze albe din landurile Saxonia-Anhalt și Brandenburg din Germania a relevat opt specii de specii de trematode, patru cestode (tenii) și cel puțin trei specii de nematode. O specie de trematode, Chaunocephalus ferox, a cauzat leziuni în peretele intestinului subțire la mai multe păsări internate în două centre de reabilitare din centrul Spaniei și a fost asociată cu greutatea redusă. Este un agent patogen recunoscut și o cauză a morbidității în barza cu cioc-deschis asiatică (Anastomus oscitans). Mai recent, studiul aprofundat realizat de J. Sitko și P. Heneberg în Republica Cehă în perioada 1962-2013 a sugerat că berzele albe central-europene găzduiesc 11 specii de helminți. Chaunocephalus ferox, Tylodelphys excavata și Dictymetra discoidea au fost raportate ca fiind cele dominante. Celelalte specii găsite au fost: Cathaemasia hians, Echinochasmus spinulosus, Echinostoma revolutum⁠(d), Echinostoma sudanense, Duboisia syriaca, Apharyngostrigea cornu, Capillaria sp. și Dictymetra discoidea. Puii de berze albe găzduiesc mai puține specii, dar intensitatea infecției era mai mare la pui decât la berzele adulte.
Virusul West Nile (WNV) este în principal o infecție a păsărilor care este transmisă între păsări de țânțari. Păsările migratoare par a fi importante pentru răspândirea virusului a cărui ecologie rămâne puțin cunoscută.  La 26 august 1998, un efectiv de aproximativ 1200 de berze albe migratoare care au fost deviate de vânt de la traseul lor de migrație spre sud au poposit la Eilat, în sudul Israelului. Stolul era obosit, deoarece recursese la zbor cu bătut din aripi pentru a reveni pe traseul său de migrație și o serie de păsări au murit. O tulpină virulentă a virusului West Nile a fost izolată în creierul a unsprezece pui morți. Alte berze albe testate ulterior în Israel au arătat anticorpi anti-West Nile. În 2008, trei pui de barză albă dintr-un refugiu sălbatic din Polonia au produs rezultate seropozitive⁠(d) care indică expunerea la virus, însă contextul sau existența virusului în Polonia este neclară.

## Conservare

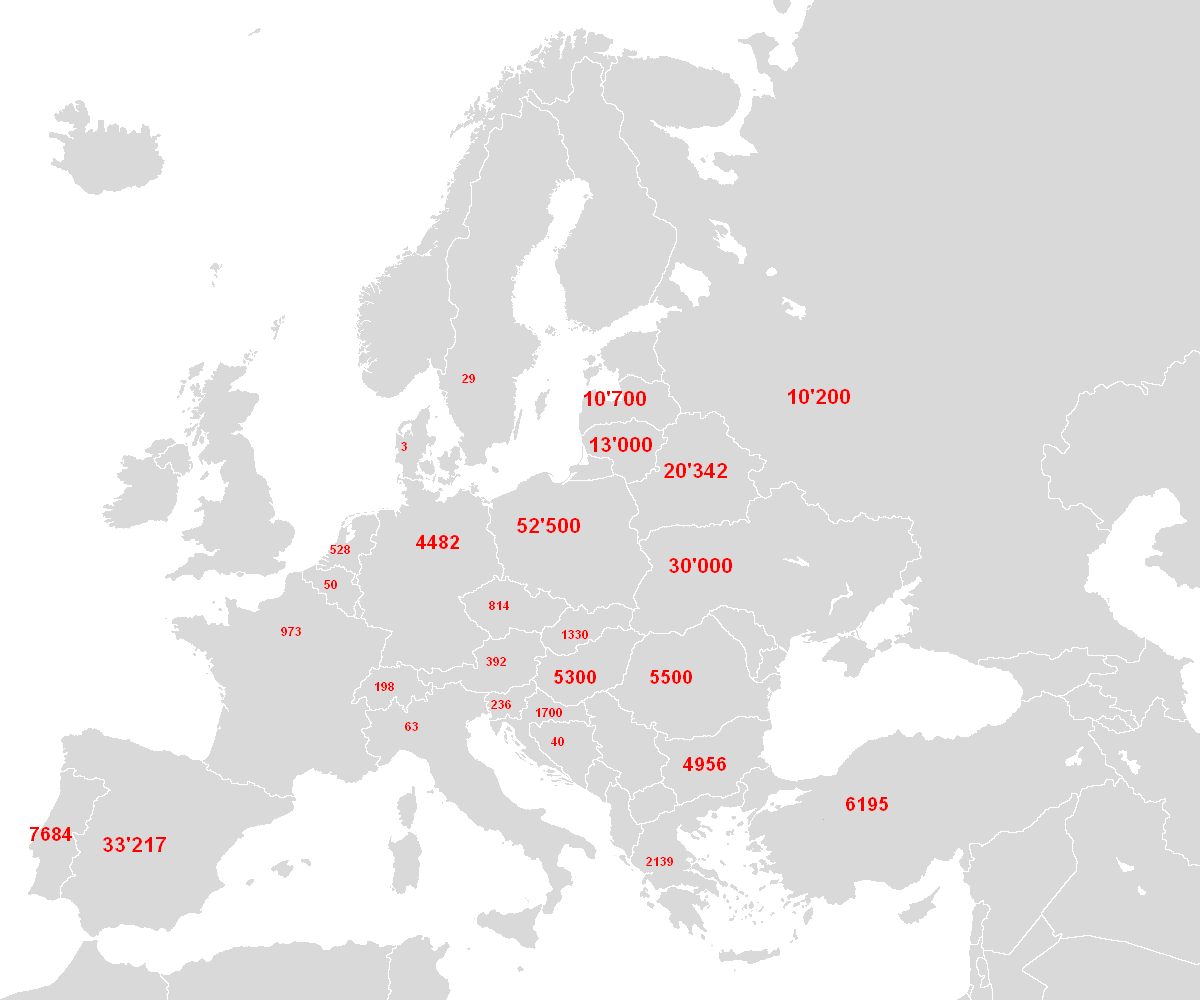
Rezultatele recensământului berzelor albe din 2004/2005 în Europa (numărul perechilor care se reproduc)

Declinul berzei albe cauzat de industrializare și de schimbările în agricultură (în principal, dragarea zonelor umede și transformarea pajiștilor în culturi cum ar fi porumbul) a început în secolul al XIX-lea: ultimul individ sălbatic din Belgia a fost văzut în 1895, în Suedia, în 1955, în Elveția în 1950 și în Țările de Jos în 1991. Cu toate acestea, specia a fost din nou reintrodusă în multe regiuni. A fost evaluată în categoria de minimă îngrijorare de către IUCN în 1994, după ce în 1988 fusese clasată drept aproape amenințată⁠(d). Barza albă este una dintre speciile căreia i se aplică Acordul privind conservarea păsărilor de apă migratoare africano-eurasiatice Acordul pentru Conservarea Păsărilor Acvatice Migratoare Africano-Eurasiatice⁠(d)). Părțile semnatare ale acordului se obligă să se angajeze într-o gamă largă de strategii de conservare descrise într-un plan detaliat de acțiune. Planul este destinat să abordeze chestiuni esențiale, cum ar fi conservarea speciilor și a habitatelor, gestionarea activităților umane, cercetarea, educația și implementarea. Amenințările includ pierderea continuă a zonelor umede, coliziunile cu liniile electrice aeriene, utilizarea de pesticide persistente (cum ar fi DDT) pentru combaterea lăcustelor⁠(d) în Africa și vânătoarea ilegală pe rutele de migrație și în zonele de iernat.

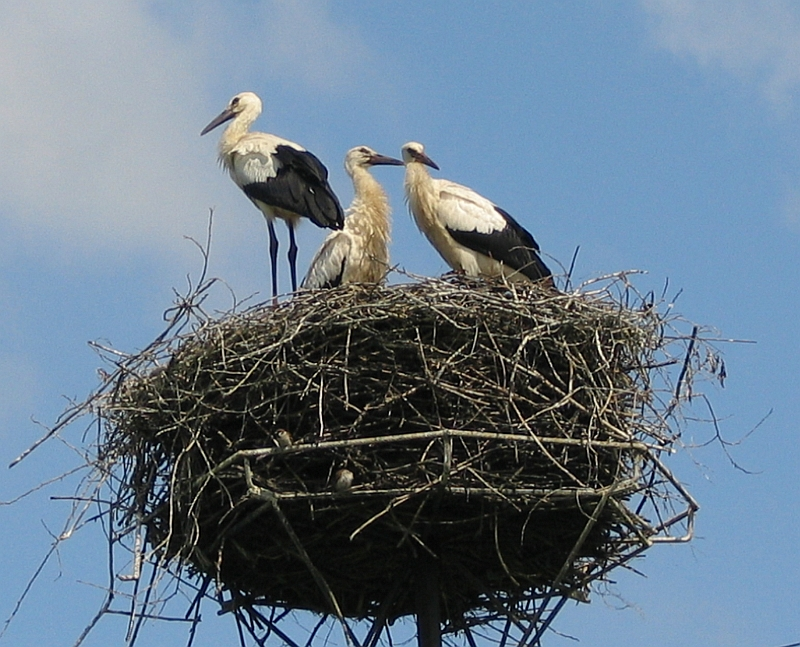
O platformă de cuibărit artificială în Polonia, construită ca o măsură de conservare și pentru a împiedica berzele să perturbe sursele de electricitate făcându-și cuiburile pe stâlpi. Trei pui de barză albă se află în partea de sus a cuibului, și două vrăbii de câmp sunt așezate pe margine.

O populație mare de berze albe se reproduce în Europa Centrală (Polonia, Ucraina și Germania) și de Sud (Spania și Turcia). Într-un recensământ din 2004/05, au fost numărate 52.500 de perechi în Polonia, 30.000 de perechi în Ucraina, 20.000 de perechi în Belarus, 13.000 de perechi în Lituania (cea mai mare densitate cunoscută în lume a acestei specii), 10.700 de perechi în Letonia și 10.200 în Rusia.  Erau în jur de 5.500 de perechi în România, 5.300 în Ungaria și aproximativ 4.956 de perechi care se reproduceau în Bulgaria.  În Germania, majoritatea celor 4.482 de perechi erau în regiunea estică, în special în landurile Brandenburg și Mecklenburg-Vorpommern (1296 și, respectiv, 863 de perechi în 2008). În afară de Spania și Portugalia (33.217 și, respectiv, 7.684 perechi în 2004/05), populațiile sunt, în general, mult mai puțin stabile. Populația daneză a scăzut la doar trei perechi în 2005. În regiunea mediteraneană estică, Turcia are o populație considerabilă de 6195 de perechi, iar Grecia 2139 de perechi. În Europa de Vest, barza albă rămâne o pasăre rară, în ciuda eforturilor de conservare. În 2004, Franța avea doar 973 de perechi, iar Țările de Jos 528 de perechi.  În Armenia, populația de berze albe este ușor în creștere în perioada 2005–2015, iar ultimele date arată 652 de perechi.
La începutul anilor 1980, populația a scăzut la mai puțin de nouă perechi în întreaga vale a fluviului Rin, o zonă de secole identificată cu barza albă. Eforturile de conservare au sporit cu succes populația de păsări la 270 de perechi (în 2008), în mare parte datorită acțiunilor Asociației pentru Protecția și Reintroducerea Berzelor în Alsacia și Lorena.  Reintroducerea păsărilor prăsite în grădini zoologice a oprit declinul în Italia, Țările de Jos și Elveția. În 2008 existau 601 de perechi la reproducere în Armenia și în jur de 700 de perechi în Țările de Jos, precum și câteva perechi în Africa de Sud, în mare parte recent stabilite acolo din populația care în mod normal iernează. În Polonia, stâlpii electrici au fost modificați, adăugându-li-se o platformă în partea superioară pentru a împiedica cuiburile mari de barză albă să întrerupă alimentarea cu energie electrică și uneori cuiburile sunt mutate de la un stâlp electric pe o platformă artificială.  Introducerea păsărilor crescute în grădini zoologice din Țările de Jos a fost urmată de programe de hrănire și de construcție de cuiburi de către voluntari.  Programe similare de reintroducere au loc în Suedia și în Elveția, unde au fost înregistrate 175 de perechi în anul 2000. Viabilitatea pe termen lung a populației din Elveția este neclară deoarece ratele de succes ale reproducerii sunt scăzute, iar hrănirea suplimentară nu pare a fi benefică.
Un program de reintroducere în Anglia de Sud-Est, centrat în Castelul Knepp⁠(d) din West Sussex, se afla la începuturi în iulie 2018, păsările tinere fiind ținute într-un țarc de 2,6 ha până la maturitate, când vor fi eliberate. Sussexul a fost ales pentru puternicele sale asocieri istorice cu barza. Programul își propune să stabilească o populație de reproducere în Marea Britanie pentru prima dată din 1416.

## Asocieri culturale

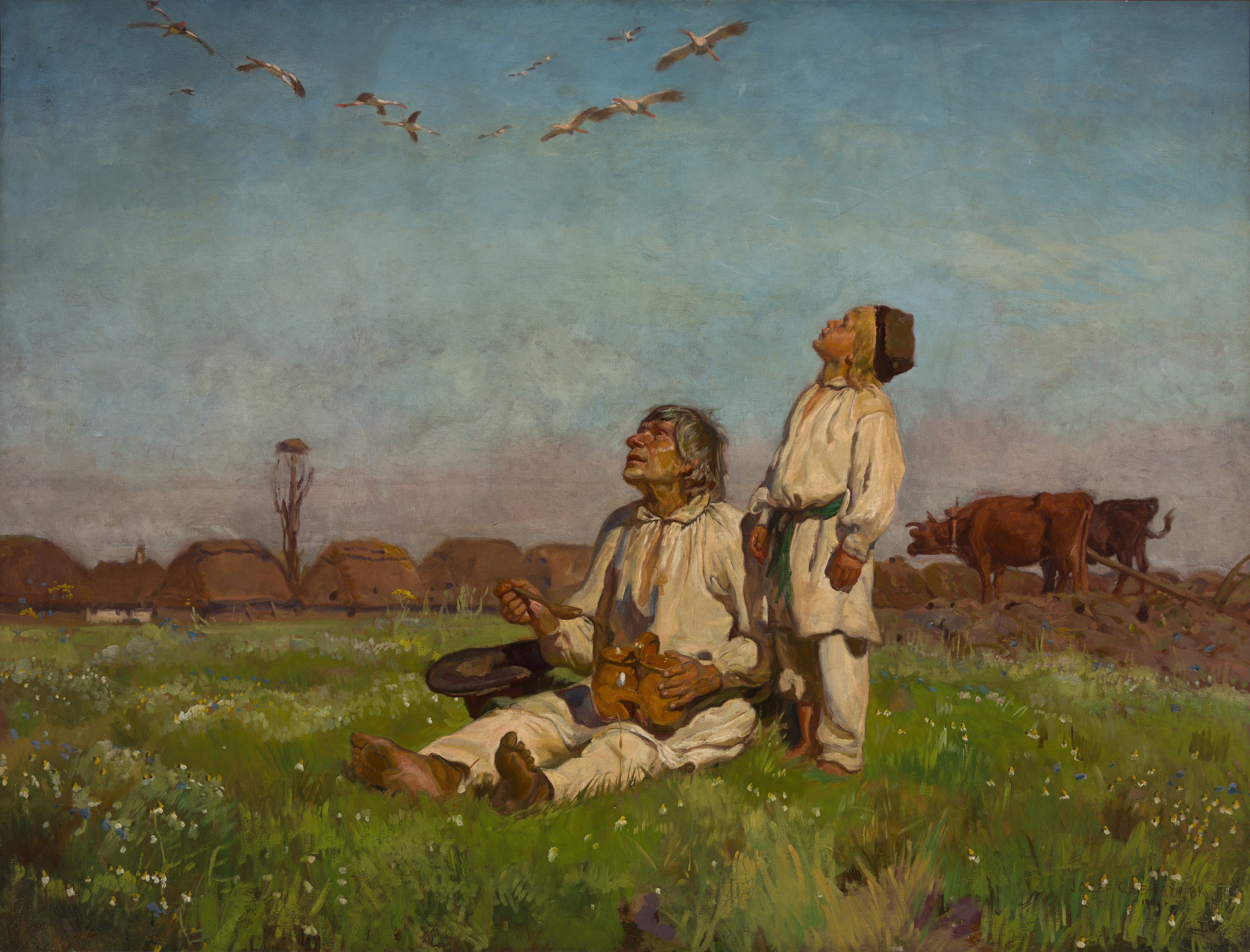
Bociany (Berzele), o pictură de Józef Chełmoński (1849–1914)

Datorită dimensiunilor sale mari, a faptului că se hrănesc cu animale parazite, și a comportamentului de cuibărit în apropierea așezărilor umane și pe acoperișuri, barza albă are o prezență impunătoare care a influențat cultura și folclorul uman.  Cuvantul ebraic pentru barză alba este chasidah (חסידה), adica „milostiv” sau „bun”.  Mitologia greacă și cea romană prezintă berzele ca modele de devotament parental. Scriitorul roman din secolul al III-lea e.n. Aelian, citând autoritatea lui Alexandru din Myndus, consemna în De natura animalium (cartea 3, capitolul 23) că berzele îmbătrânite zboară spre insulele din ocean, unde se transformă în oameni, ca răsplată pentru evlavia față de părinții lor. Pasărea este prezentată în cel puțin trei dintre fabulele lui Esop⁠(d): Vulpea și barza⁠(d), Fermierul și barza⁠(d), și Broaștele care doreau un rege⁠(d). Se credea și că barza își îngrijește părinții în vârstă, hrănindu-i și chiar transportându-i, iar cărțile pentru copii le-au prezentat ca model al valorilor filiale. O lege grecească numită Pelargonia, de la cuvântul grecesc pelargos pentru barză, impunea cetățenilor să aibă grijă de părinții lor în vârstă. Grecii hotărâseră și că uciderea unei berze poate fi pedepsită cu moartea.  Berzele au fost protejate în Tesalia antică⁠(d) deoarece vânau șerpi și erau considerate a fi „pasărea albă” a lui Virgil. Scriitorii romani remarcau sosirea berzelor albe primăvara, care anunțau fermierii să-și planteze vița de vie.
Adepții Islamului venerau berzele pentru că făceau un pelerinaj anual la Mecca în timpul migrației. Unele din primele studii privind migrația păsărilor au fost inițiate din cauza interesului pentru barza albă; Pfeilstörche⁠(d) („berzele cu săgți”) au fost găsite în Europa cu săgeți africane înfipte în corpurile lor. Un exemplu bine cunoscut al unei astfel de berze s-a găsit în vara anului 1822 în orașul german Klütz din Mecklenburg și a fost împăiat, cu tot cu săgeata africană ornată, și este acum la Universitatea din Rostock.

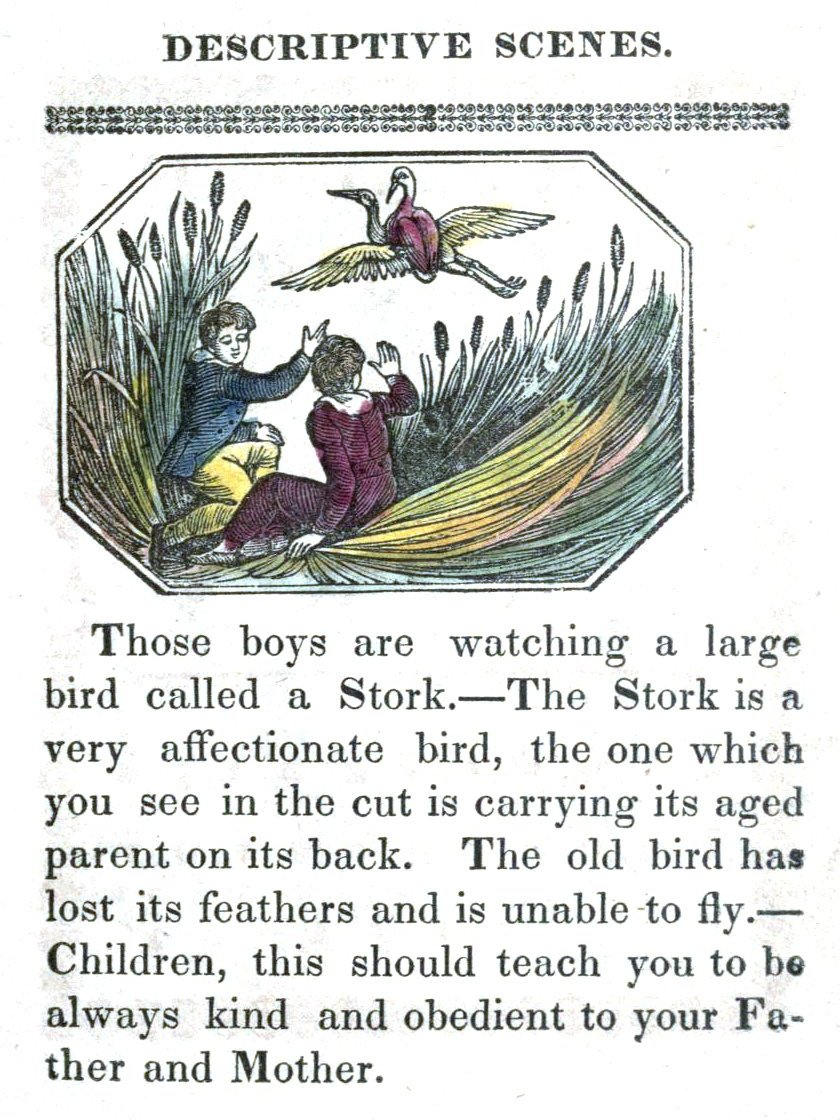
Presupusele virtuți filiale ale berzei

Berzele nu se tem de oameni dacă nu sunt deranjate și adesea cuibăresc pe clădirile din Europa. În Germania, se credea că prezența unui cuib deasupra unei case o protejează împotriva incendiilor. De asemenea, ele erau protejate și pentru că se credea că au suflet omenesc.  Gospodăriile germane și olandeze încurajau berze să cuibărească la casele lor, construind uneori platforme înalte, crezând că aduc noroc. Polonezii, lituanienii, ucrainenii și belarușii cred că berzele aduce armonie unei familii pe a cărei proprietate cuibăresc.
Barza albă este un motiv⁠(d) popular pe mărcile poștale și este prezentată pe mai mult de 120 de timbre emise de peste 60 de entități emitente de timbre. Este pasărea națională⁠(d) a Lituaniei și a Belarusului și a fost o mascotă a Poloniei la Târgul Expo 2000 din Hanovra. În secolul al XIX-lea, se credea că berzele nu trăiesc decât în țări care au o formă republicană de guvernare. Poetul polonez Cyprian Norwid a menționat barza în poemul său „Moja piosnka” („Cântarea mea”).
În 1942, Heinrich Himmler a căutat să folosească berzele pentru a purta pliante de propagandă nazistă în scopul obținerii sprijinului afrikanerilor din Africa de Sud. Ideea pentru acest plan „Storchbein-Propaganda” a fost un secret care a fost transmis de Walter Schellenberg⁠(d) spre a fi examinat la observatorul de păsări Rossiten⁠(d) de către ornitologul german Ernst Schüz⁠(d), care a subliniat că probabilitatea de a găsi berze marcate în Africa este mai mică de un procent, ceea ce ar fi însemnat că este nevoie de 1000 de păsări pentru a transmită cu succes 10 pliante. Planul a fost apoi abandonat.

### Berzele și nașterea

Der Klapperstorch (Barza), tablou de Carl Spitzweg (1808-1885)

Potrivit folclorului european, barza este responsabilă pentru aducerea de copii noilor părinți. Legenda este foarte veche, dar a fost popularizată de povestea lui Hans Christian Andersen, Berzele, din secolul al XIX-lea. În folclorul german era o legendă cum că berzele găsesc copii în peșteri sau mlaștini și îi aduc în gospodării într-un coș purtat pe spinare sau ținut în cioc. Aceste peșteri conțineau adebarsteine sau „pietre de barză”. Copiii ar fi fost apoi dați mamei sau coborâți pe horn. Gospodăriile ar anunța când doresc copiii dând dulciuri berzelor pe pervazul ferestrei. De acolo, folclorul sa răspândit în jurul lumii până în Filipine și în țările din America de Sud. Semnele de la naștere de pe ceafa nou-născutului, stork bite⁠(d), sunt uneori denumite „mușcături de barză”.

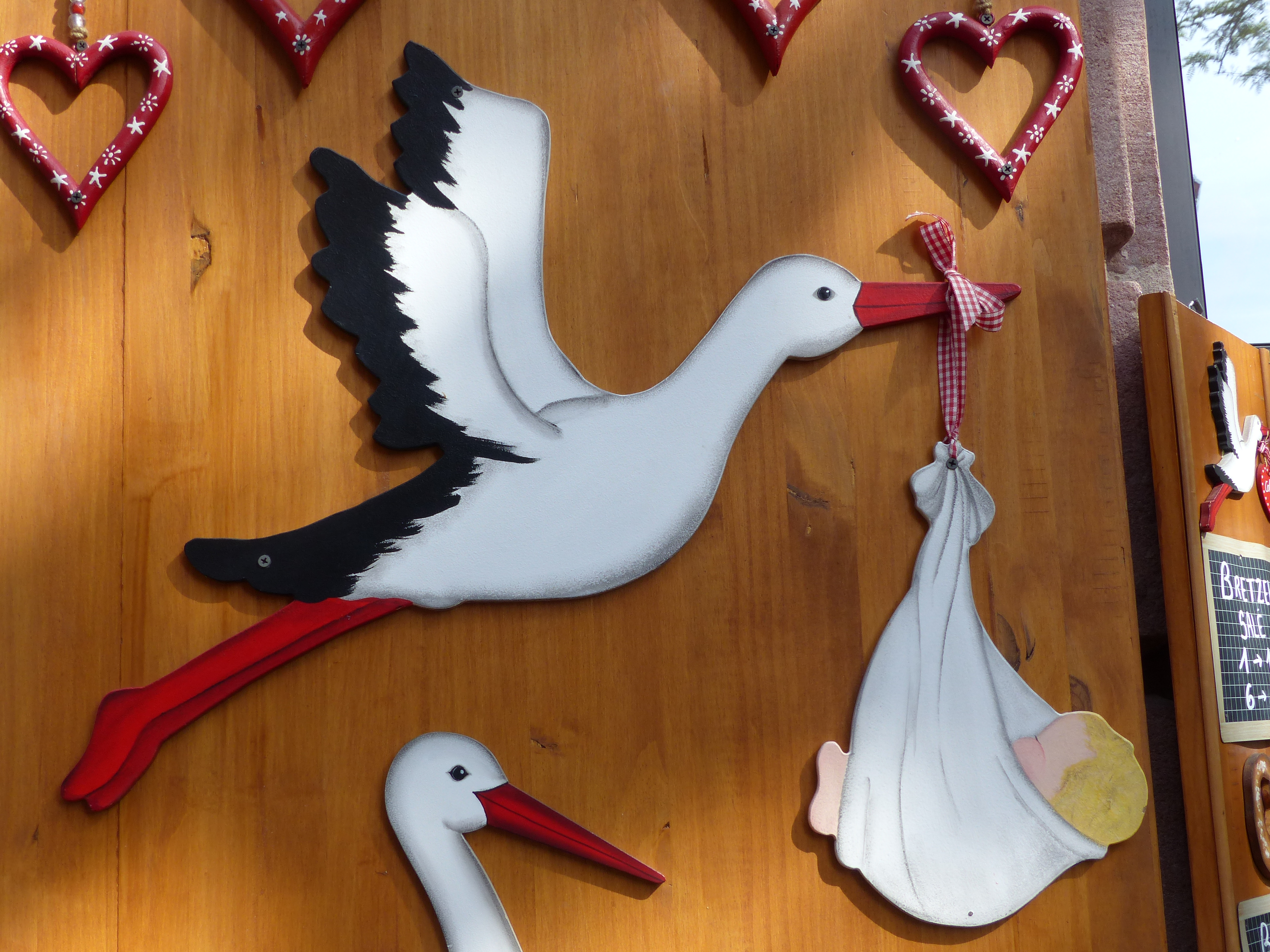
Barză aducând un copil - Colmar, Alsacia

În mitologia și religia slavă⁠(d), se credea că, primăvara și vara, berzele duc suflete nenăscute din Iriy⁠(d) pe Pământ. Această credință persistă încă în cultura populară modernă a multor țări slave, în povestea simplificată pentru copii care spune că „berzele aduc copiii pe lume”. Slavii considerau că berzele aduc noroc, și ca uciderea uneia ar aduce nenorocire. Un studiu pe termen lung care a arătat o corelație falsă⁠(d) între numărul cuiburilor de barză și nașterile umane este utilizată pe scară largă la predarea bazelor statisticii ca exemplu al faptului că o corelație nu indică neapărat cauzalitate. Mitul aducerii copiilor a apărut în diferite forme din istorie. Copiii sclavilor afro-americani spuneau uneori că bebelușii albi sunt aduși de berze, în timp ce copiii negri se nasc din ouă de șoim⁠(d).
Psihanalistul Marvin Margolis sugerează că natura stăpânită a legendei berzei și nou-născuților este legată de dorința de satisfacere a unei nevoi psihologice, prin faptul că ea alungă disconfortul discuției despre sex și procrearea copiilor. Păsările au fost asociate mult timp cu simbolurile materne de la zeițe păgâne, de la Iuno la Duhul Sfânt, iar barza ar fi fost aleasă pentru penajul alb (care arată puritatea), mărimea (ar fi suficient de mare pentru a purta un copil) și zborul la altitudine mare (asemănat cu zborul de la Cer la Pământ). Figura și relația sa cu lumea interioară a copilului au fost discutate de Sigmund Freud, și de Carl Jung.  De fapt, Jung și-a amintit că i s-a spus povestea la nașterea propriei sale surori. Legătura tradițională cu nou-născutul continuă cu utilizarea lor în publicitate pentru produse precum scutece⁠(d) și anunțuri de naștere⁠(d).
Au existat și aspecte negative ale folclorului berzelor; o poveste populară poloneză vorbește despre cum Dumnezeu a făcut ca berzele să fie albe, în timp ce Diavolul i-a dat aripi negre, îmbogățindu-le atât cu impulsuri bune cât cu și cu unele rele.  Ele au fost asociate și cu copiii cu handicap sau muribunzi din Germania, explicându-se că barza ar fi scăpat copilul în drum spre gospodăria părinților sau ca o răzbunare sau pedeapsă pentru greșelile din trecut. Se spunea despre o mamă imobilizată la pat în preajma nașterii că este „mușcată” de barză. În Danemarca, se spune că, berzele aruncă un pui din cuib și, în anul următor, un ou.  În Anglia medievală, berzele erau asociate și cu adulterul, posibil inspirat de ritualurile lor de curtare. Prezența și poziția lor le-a făcut să fie asociate cu aroganța.